# Lübeck Hauptbahnhof
Der Lübecker Hauptbahnhof ist der größte und wichtigste Personenbahnhof der Hansestadt Lübeck. Die vierschiffige Bahnsteighalle ist 130 m lang, 88 m breit und überspannt zehn Gleise. Mit rund 34.000 Reisenden und Besuchern pro Tag (Stand 2019) ist Lübeck Hauptbahnhof nach dem Kieler Hauptbahnhof der frequenzstärkste Bahnhof Schleswig-Holsteins. Der Bahnhof wurde 1908 nach einem Entwurf von Fritz Klingholz von der Lübeck-Büchener Eisenbahn (LBE) erbaut, die damals den größten Teil der Eisenbahnverbindungen rund um Lübeck einschließlich der Schnellzugverbindungen betrieb, um das bisherige, veraltete Gebäude zu ersetzen. Der Lübecker Hauptbahnhof wurde 1992 als besonderes Kulturdenkmal in die Denkmalliste der Hansestadt Lübeck aufgenommen. 1997 folgte das ehemalige Verwaltungsgebäude der Lübeck-Büchener Eisenbahn, heute Sitz der örtlichen Verwaltung der Deutsche Bahn AG.
Der Lübecker Hauptbahnhof ist ein Reiterbahnhof, dessen Personensteg über insgesamt zehn Gleise mit vier Bahnsteigen führt. Eine Besonderheit sind die breiten Holztreppen, die zu den Bahnsteigen führen.
Nach der Modernisierung des Bahnhofs wurde er im Dezember 2008 auch an das elektrische Bahnnetz angeschlossen.

## Geschichte

### Der alte Hauptbahnhof

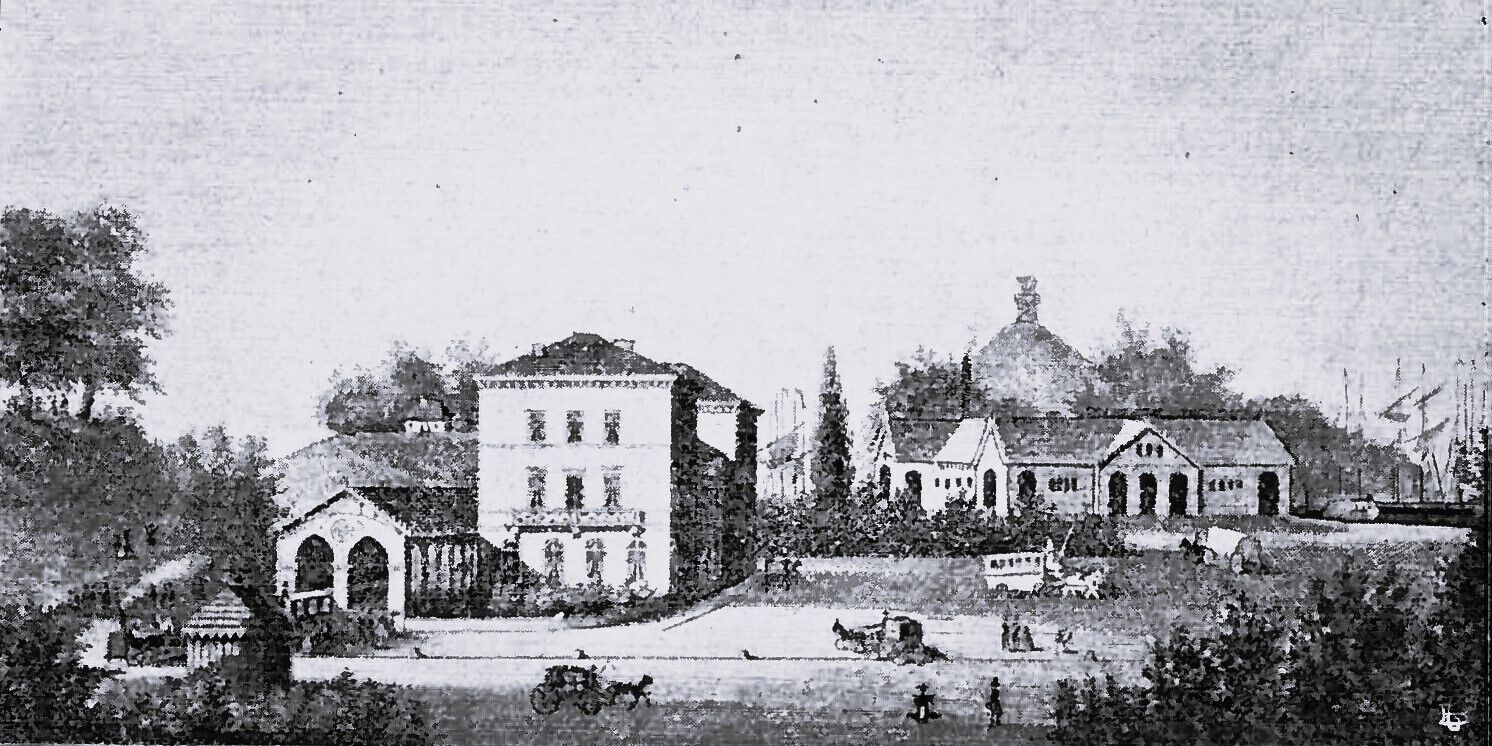
Der alte Bahnhof (1851)

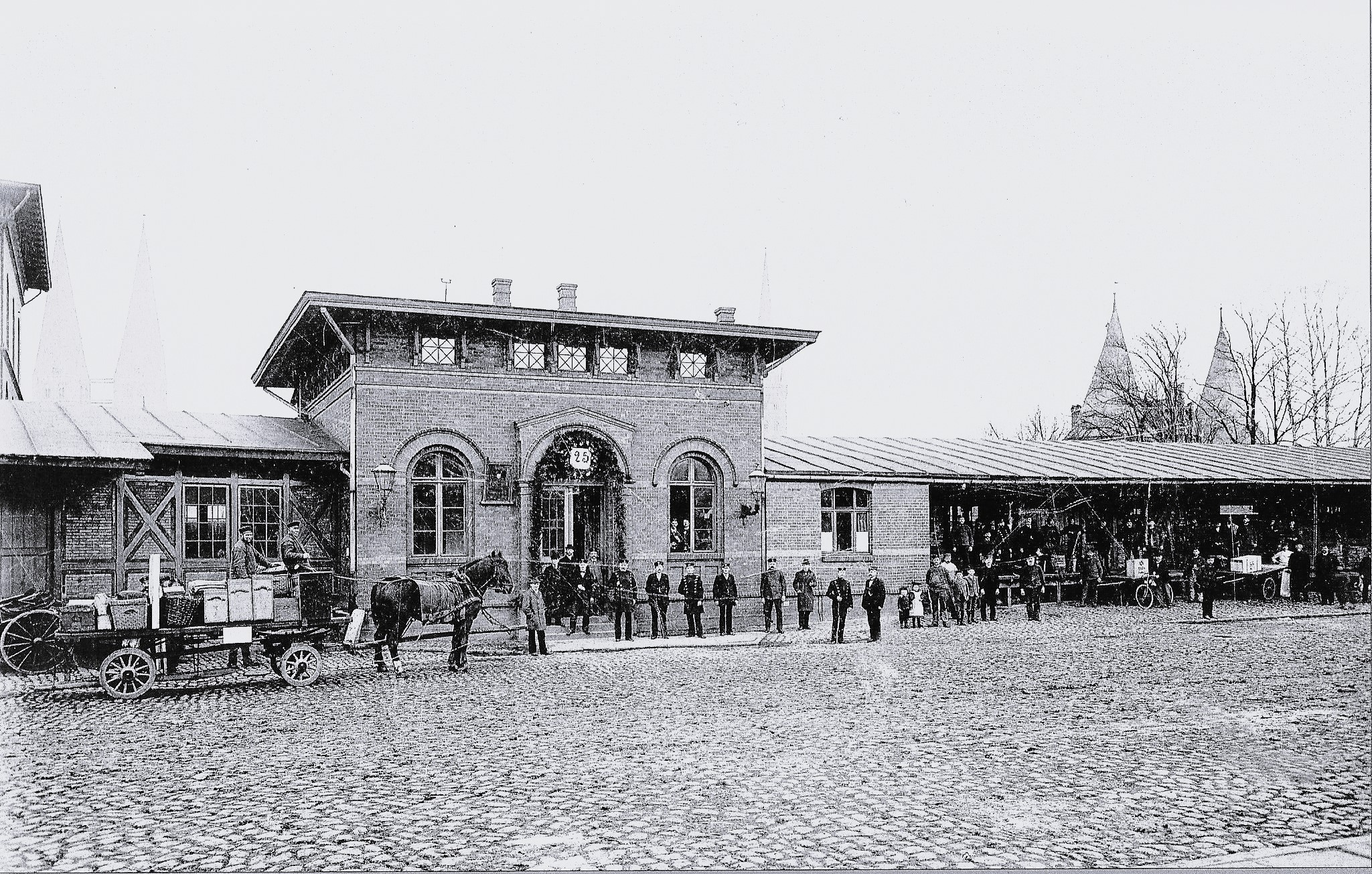
Der alte Güterbahnhof (1889)

Der Vorläufer des heutigen Hauptbahnhofs wurde 1851 auf der Wallhalbinsel in der Nähe des Holstentores von der Lübeck-Büchener Eisenbahn (LBE) errichtet. Zu dem Zweck wurde das barocke äußere Holstentor abgerissen. Das gotische Innere Holstentor, heute Wahrzeichen Lübecks, sollte zunächst auch verschwinden, konnte aber durch Proteste prominenter Personen aus dem ganzen Deutschen Bund gerettet werden. In seinem 1926 erschienenen Buch Die Großvaterstadt lässt Ludwig Ewers die Leser u. a. von dessen Bau bis zur ersten Fahrt des Zuges miterleben. Der Bahnhof hatte anfangs nur einen Bahnsteig, wurde aber mit den Jahren Schritt für Schritt auf zuletzt vier Bahnsteige erweitert. Der Betrieb war insofern mit wachsendem Verkehr problematisch, als die Züge den Bahnhof direkt über eine Hauptstraße verließen und die ersten Kilometer des Schienenstrangs mehrere Gewässer auf Brücken überquerten (heute verläuft hier die Possehlstraße), was der Anlage eines leistungsfähigen Vorbahnhofs im Wege stand.
Schon während des Kanalbaus im 19. Jahrhundert beteiligte sich der Baudirektor Peter Rehder intensiv an den Verhandlungen über den Bau des neuen Hauptbahnhofs. Seine Pläne waren darauf ausgerichtet, die durch die Hafen- und Bahnhofsbauten freiwerdenden Ländereien für den Staat nutzbar zu machen. Sein Projekt zur Errichtung einer Hochbrücke in Höhe der Stuckfähre im Zuge einer zukünftigen Ringstraße scheiterte jedoch an der Bürgerschaft.
Der erste Durchgangszug (D) hielt am 1. Mai 1899 auf der Strecke Kiel–Lübeck–Berlin fahrplanmäßig in der Hansestadt. Mit Inkrafttreten des Winterfahrplans 1906 hielt hier am 1. Oktober erstmals ein internationaler Zug, der Nachtschnellzug Kopenhagen–Lübeck–Hamburg.

Mit Inbetriebnahme des neuen Hauptbahnhofs 1908 verloren der alte Bahnhof und sein Empfangsgebäude ihre ursprüngliche Funktion und wurden nach verschiedenen anderen Nutzungen (unter anderem der Hafenbahnverwaltung) 1934 im Zuge der Umgestaltung des Holstentorplatzes abgerissen.

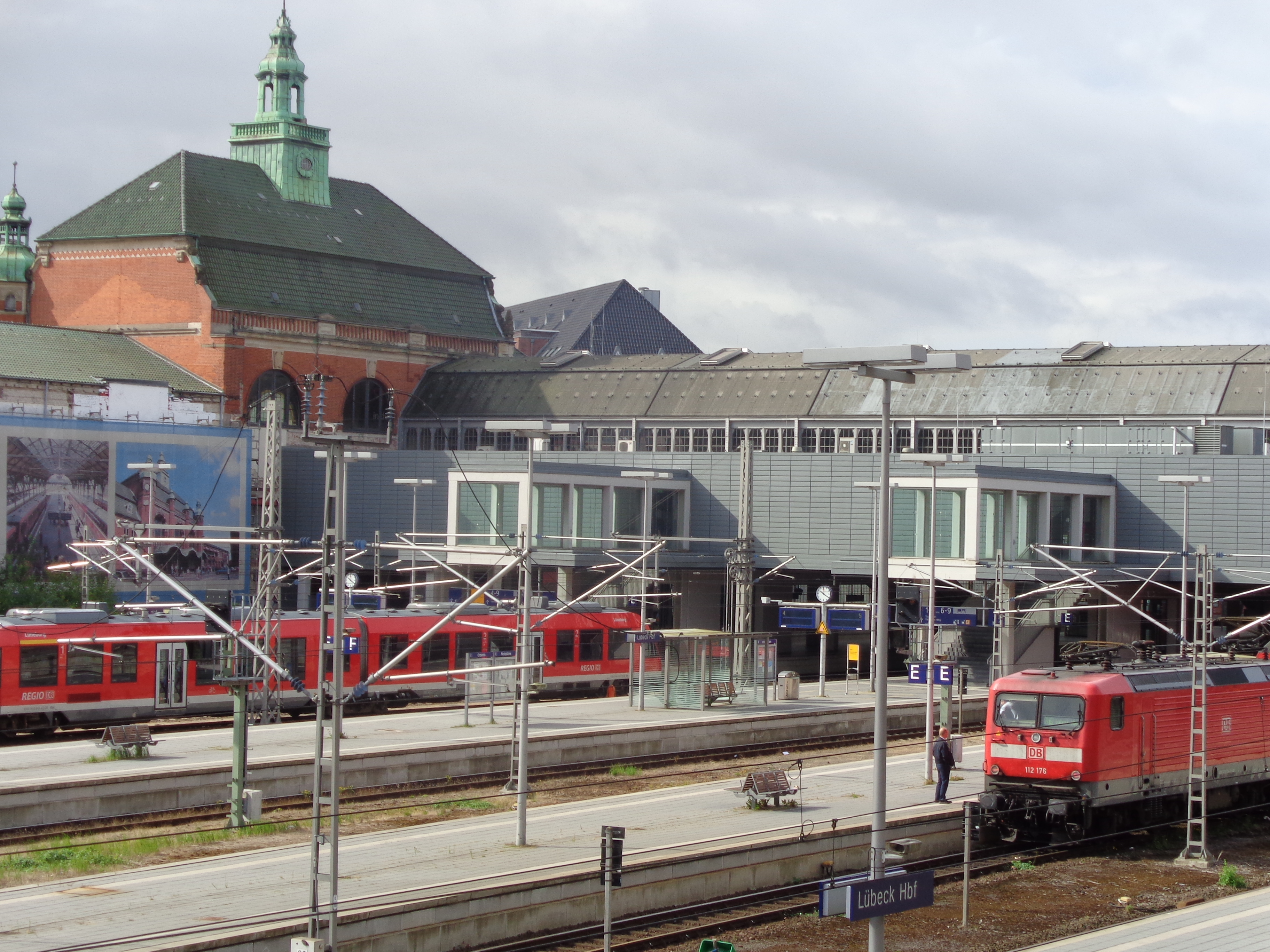
Profilansicht

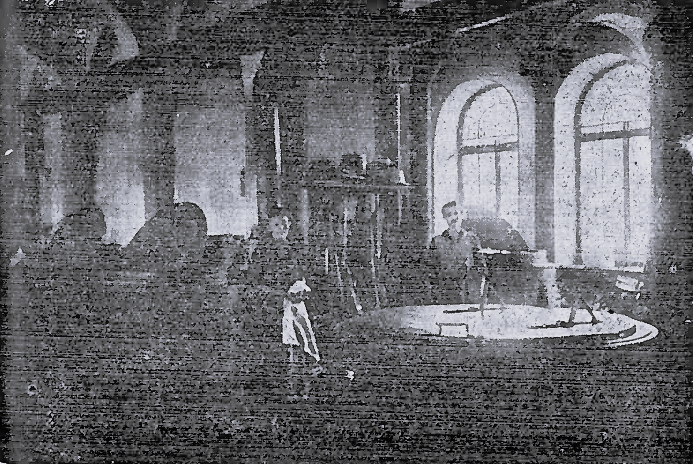
Kriegsküche „Alter Bahnhof“

In der Hansestadt machten die wirtschaftlichen Verhältnisse im Juli 1915 ein Eingreifen bei der Versorgung notwendig. Massenküchen gab es bereits vor dem Krieg in fast allen großen Verbrauchsmittelpunkten des Reichs in Form von Volksküchen. Mit der Ausgabe der zunächst von der Volksküche bezogenen Speisen wurde Anfang August 1915 in der Fackenburger Allee begonnen. Ab dem 19. November 1915 kochte man mit einem 250-Liter-Kessel, der bereits im Februar 1916 um einen weiteren ergänzt wurde, in eigener Kriegsküche. Am 6. April wurde in den unteren Betriebsräumen des Stadttheater-Restaurants eine zweite Küche mit einer Leistungsfähigkeit von 2000 Litern, die im August mit zwei weiteren Kesseln um 500 erweitert wurde, eröffnet. Eine dritte Kriegsküche wurde am 25. Mai 1916 in der Strafanstalt Lauerhof eingerichtet, eine weitere mit einer Leistungsfähigkeit von 5700 Litern am 7. Dezember im alten Bahnhofsgebäude.

### Heutiger Hauptbahnhof

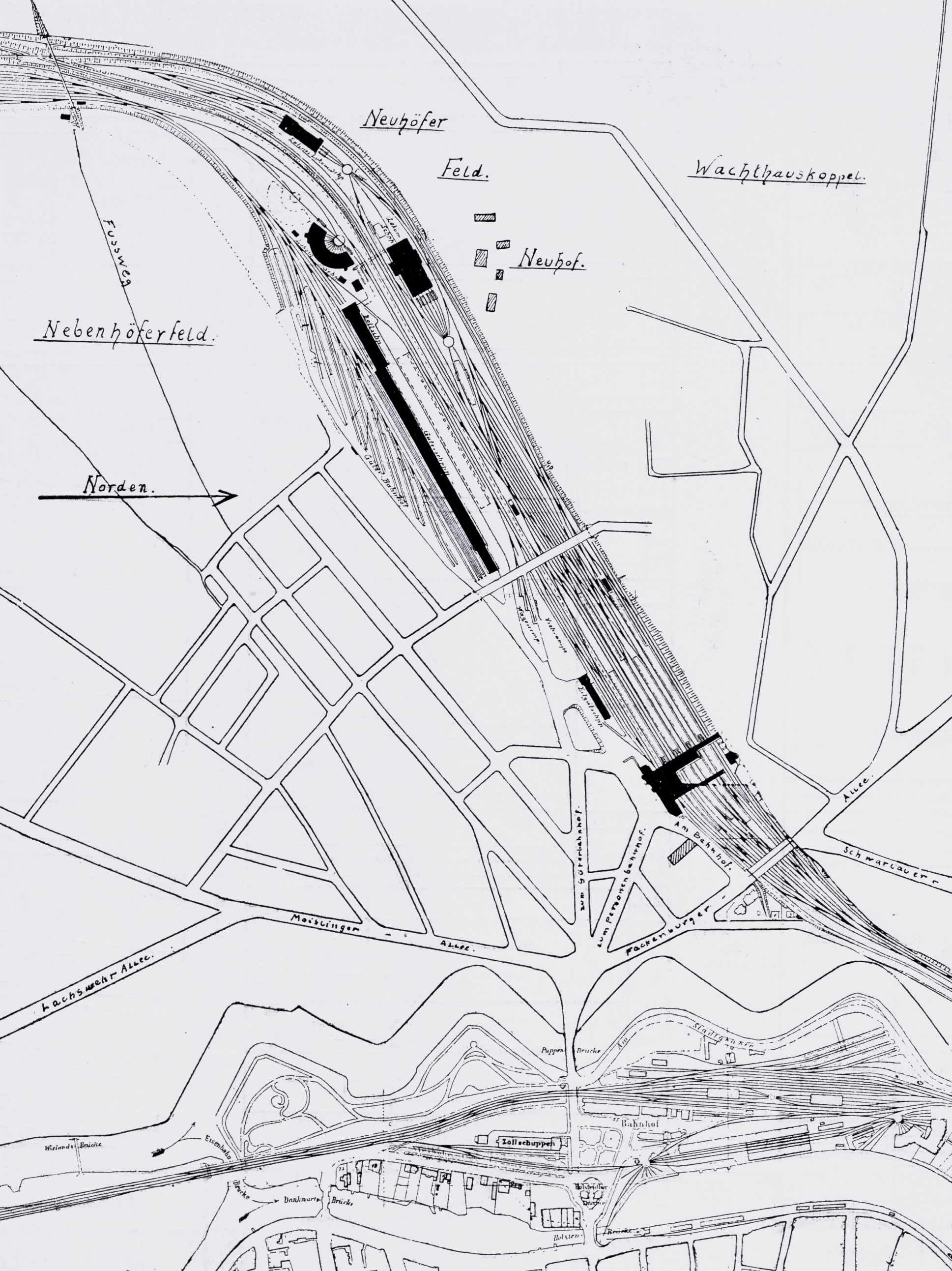
Lageplan der Anlagen (1908)

Als um die Jahrhundertwende offensichtlich wurde, dass das alte Bahnhofsgebäude zu klein geworden war, wurde nach einer Lösung gesucht. Hierzu bildeten sich aus mehreren angedachten Projekten zwei heraus:
1. das sogenannte Rethteichprojekt sah anstelle einer Kopfstation in der Nähe des Lindenplatzes eine Durchgangsstation bei der St. Lorenzkirche in der Nähe des Schützenhofes vor;
2. Eine Hochlegung der Bahn auf die Wallhalbinsel, wobei der Personenbahnhof nach der Bastion Katze käme, während der Güterbahnhof an seiner gegenwärtigen Stelle verbliebe.

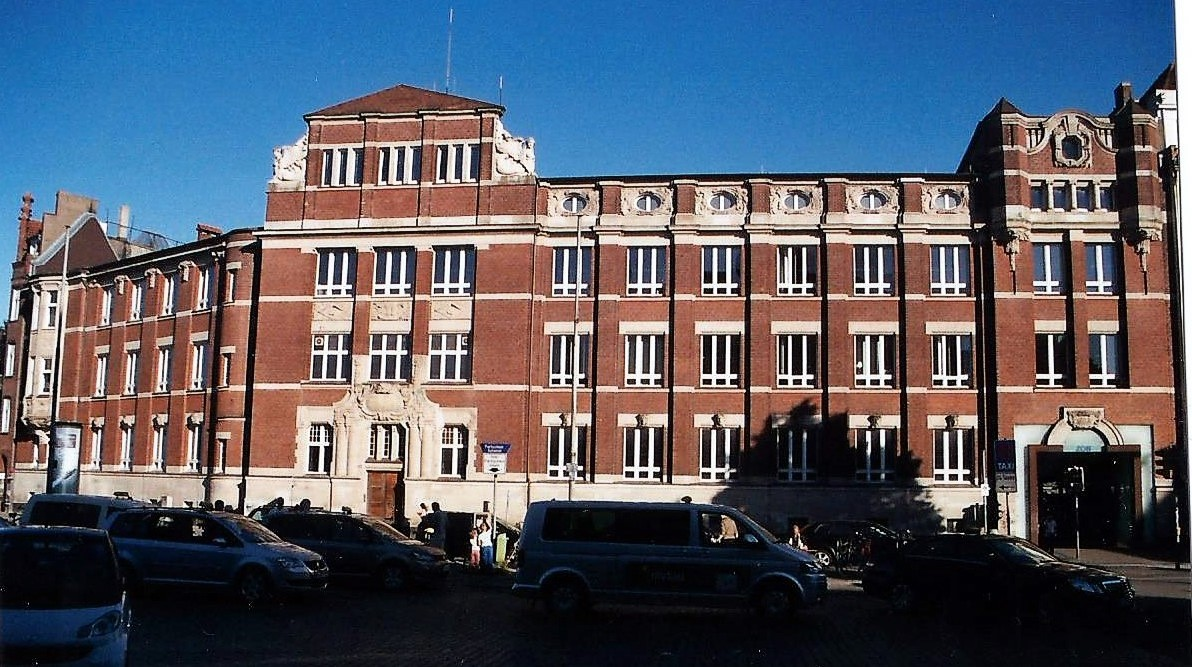
Ehemaliges Verwaltungsgebäude der LBE

Die Empfangshalle im Eröffnungsjahr

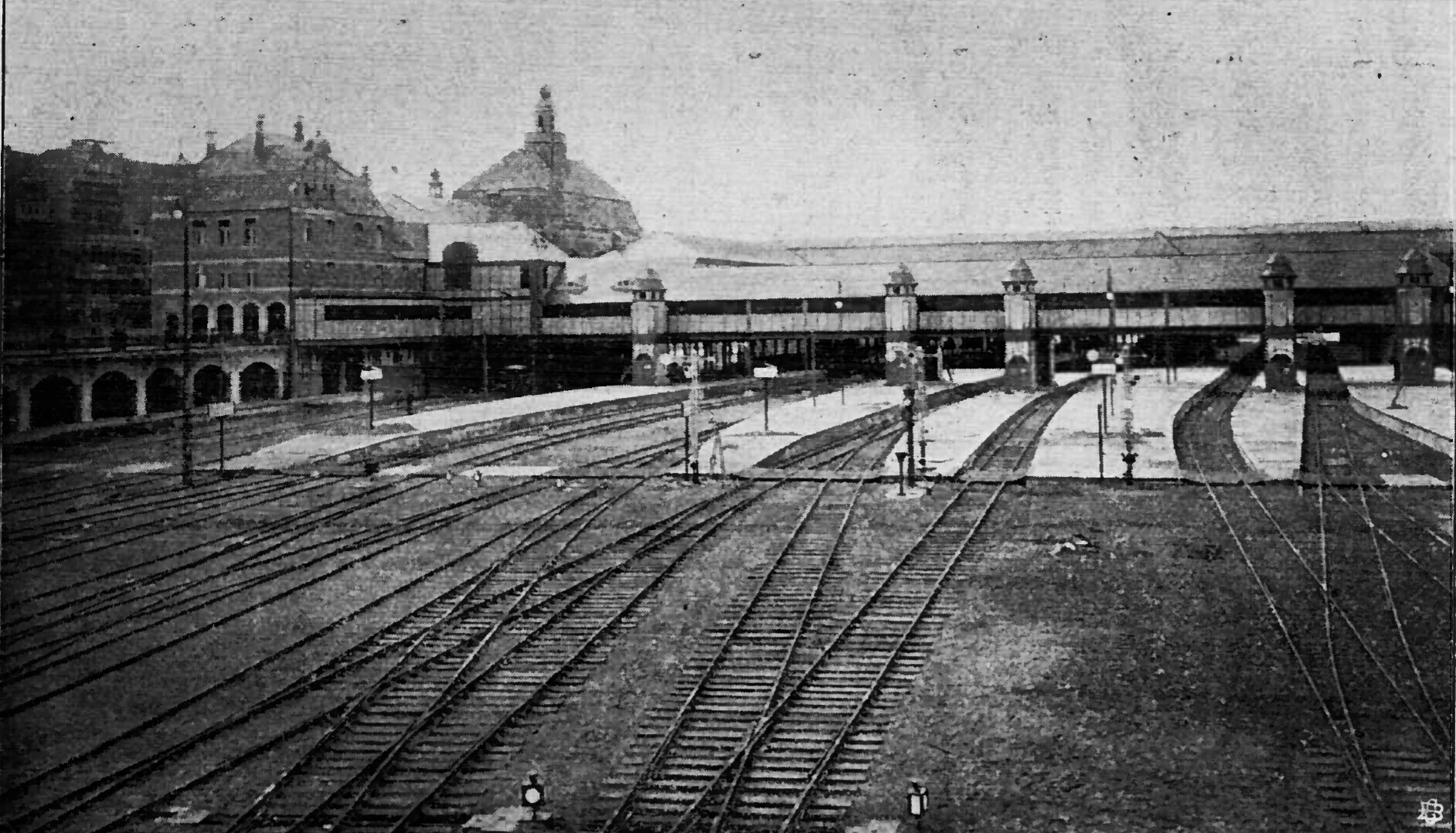
Blick von der Fackenburger Allee auf das Empfangsgebäude mit den Bahnsteighallen

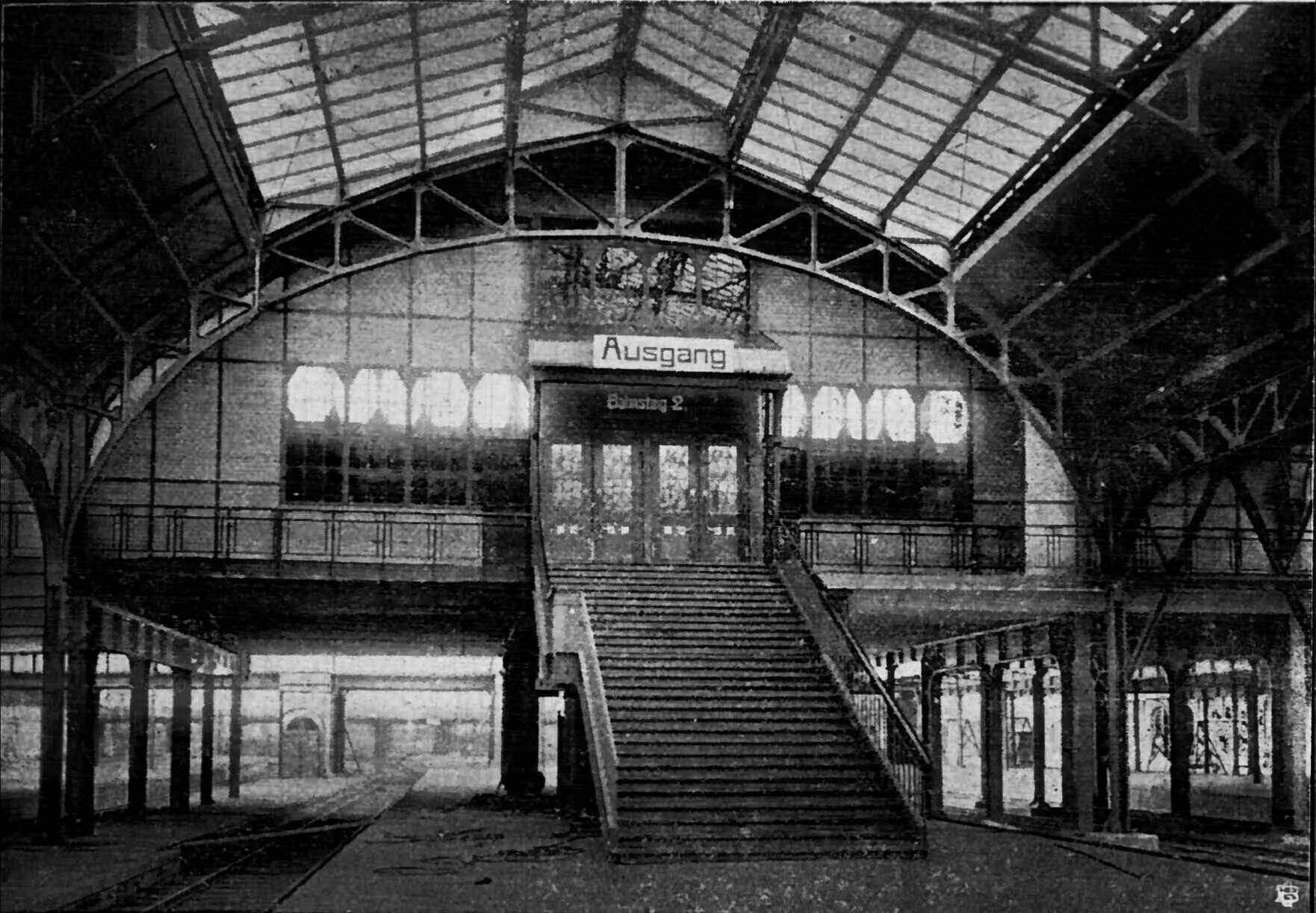
Aufgang vom Bahnsteig

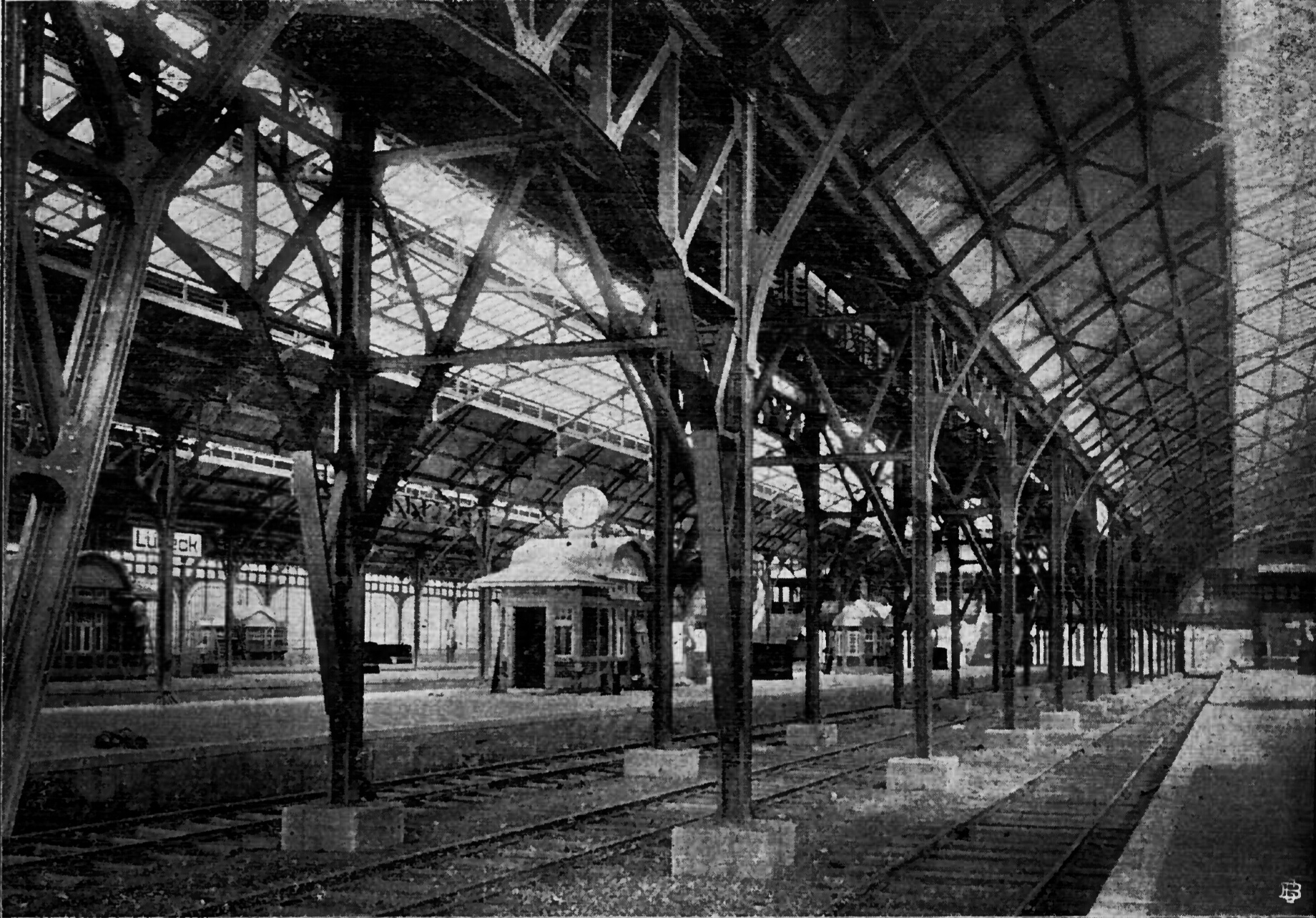
Bahnsteighallen samt Betriebs-, Zeitungs- und Restaurationsbuden

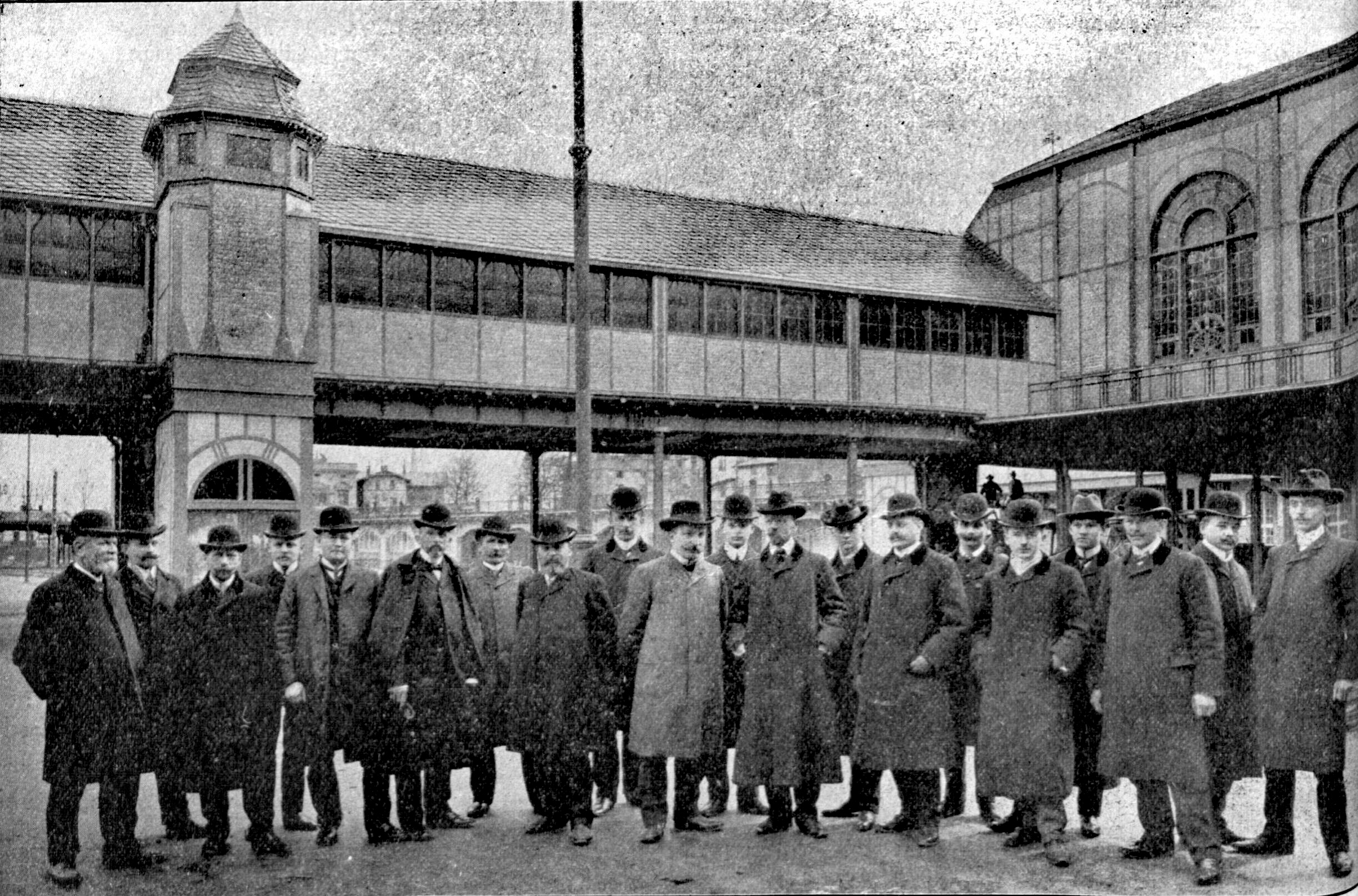
Die Beamten des Bahnhofs-Neubaubureaus zwischen den Querbahnsteigen

Heinrich Mahn, zu jenem Zeitpunkt Architekturkritiker der Hansestadt Lübeck, veröffentlichte seine Kritiken in den Lübeckischen Blättern und widmete sich in zwei aufeinanderfolgenden Ausgaben dem Bahnhofskomplex. Das neue Verwaltungsgebäude der LBE gegenüber dem Bahnhof ist diesem in seinen Formen zwar verwandt, wirke jedoch viel edler und vornehmer, da es ihm nicht wie manch anderen durch gewonnene Wettbewerbe ausgezeichneten Entwürfen erging. Wenn diese dann gebaut wurden, mangelte es dem Architekten an Disziplin, um den Bau nur auf die Gesamtwirkung hinzuarbeiten. Häufig wird er kleinlich, schafft Reißbrettarchitektur und bringt sich selbst dadurch um die beste Wirkung des an sich einwandfreien Entwurfes. Oft wird ihm auch noch etwas Unorganisches, dem Baugedanken Fremdes aufoktroyiert. Als weiteres lübeckisches Beispiel hierfür galt die Stadthalle.
Die im Stumpfen Winkel gebrochene Gebäudefront, wie beim Bahnhof in Backstein mit sparsamer Sandsteinverblendung, ist durch Pilaster in einfachster, dabei straffer und rhythmischer Weise repräsentativ gegliedert. Die Durcharbeitung der architektonischen Einzelheiten war frei von Übertriebenheiten und materialgerecht. Als einziger Punkt des Anstoßes war der seinerzeit scheinbar noch nicht auszurottende Eckturm, ohne den das Gebäude dem Kritisierenden nach noch besser gewesen wäre, genannt worden. Die große, klare Dachlösung mit roten Ziegeln, einem Reflexe des schwarz-blauen Daches des Empfangsgebäudes vermeidenden Material, trägt zur Wirkung bei. Die Aufgabe des Architekten, die zwei Momente Wirtschaftlichkeit und Ästhetik in Einklang zu bringen, war diesem in einer architektonisch hervorragenden Leistung gelungen.
Unter der Leitung von Walther Brecht wurde nun der Entwurf realisiert.
Betrachtet man den Bahnhof vom gegenüberliegenden Verwaltungsgebäude aus, so ist der Gesamteindruck zweifelsfrei ein guter. Ein von zwei Uhrentürmen flankierter Mittelbau mit abgewalmten Mansardendach aus schwarzblauen Dachziegeln und drei hochgewölbten Öffnungen – das Mauerwerk in weißgefugtem Backstein mit einer Sandsteinverblendung an den bemerkenswerten Stellen – betont den Verkehrsmittelpunkt der Anlage.
Rechts und links schlossen sich mit gleichem Dach zwei niedrigere Flügelbauten von untergeordneter Bedeutung an. Ganz am rechten Flügel befand sich das um ein Stockwerk höhere Postgebäude. Bei dem Luftangriff in der Nacht zu Palmsonntag 1942 wurde der nördliche Flügel in Mitleidenschaft gezogen. Das zweistöckige Mansarddach wurde danach durch ein einstöckiges Walmdach ersetzt und die zusätzliche Etage im Postbereich nicht wieder aufgebaut. Ganz links im Hintergrund schließen sich die langgestreckten tiefliegenden Eisenbahnhallen der auf dem Niveau des Hafens liegende Bahnsteige an. Zwischen dem ersten und zweiten Bahnsteig lag ein Durchgangsgleis, das über eine ein statisches Moment der Halle darstellende eigene Überdachung verfügte. Als die Halle wegen des Umbaus abgetragen werden musste, standen ihre Außenwände dennoch um bis zu 50 cm aus dem Lot. Für die Funktion des Zwischendaches wurde ein Bogen errichtet, und die Form der einstigen Überdachung ist heute nur angedeutet, das Durchgangsgleis zu einem Abstellgleis gewandelt.
Seinerzeit hieß es, dass die Großzügigkeit und Klarheit durch allerlei Architekturkunststücke beeinträchtigt worden wäre. Man verglich den Bahnhof mit dem von Alfred Messel erbauten Warenhaus Wertheim am Leipziger Platz und vertrat die Meinung, dass der eindrucksvolle Mittelbau ohne den Dachreiter und, wenn die Flankentürme eine einfache Haube ohne Spitze trügen, ganz bedeutend gewonnen hätte.
Der in Raum- und Massenverteilung vortreffliche Bau hatte jedoch noch andere architektonische Entgleisungen. So beeinträchtigten zwei Giebel, am südlichen Flügel und am Postbau, die Erscheinung sehr. Das Dach würde durch Schornsteinköpfe, die in ihrer Balanciertheit, wie es hieß, „einem Vorlageheft für Steinbaukästen entnommen“ zu sein schienen, verunziert. Die Dacherker seien geradezu mit Dominosteinen gepflastert, am Wartesaal IV. Klasse befände sich an einer versteckt liegenden Stelle ein kostbar in bearbeiteten Sandstein ausgebauter Seitenturm, …
Betrat man durch einen der drei Haupteingänge das Innere des Mittelbaus, gelangte man zunächst in die hochgewölbte Schalterhalle in gelblichen Ton mit blaugrünem Kachelfries, einem heute nicht mehr vorhandenem Übermaß an Figürlicher Dekoration in den Gewölbezwickeln und einer Uhr über dem Gepäckschalter der rechts anstoßenden Gepäckhalle mit ihrem braunen hölzernen Tonnengewölbe. Der zweite Querbahnsteig diente der Gepäck- und Postbeförderung.
Die Dekoration der Wartesäle stieg mit der Wagen- oder Menschenklasse an. Der Saal der IV. Klasse war braunrot und mit gelbem Ornamentfries ausgestattet, die III. Klasse hatte einen gelblichgrünen Wandton mit hellblauem Eisenfachwerk und einer Deckendekoration, die I. und II. Klasse ergab sich in Farben und Formen in grün, blau, weiß, violett, eine goldene Stadtsilhouette an der Rückwand und übermäßig bunte Fenster. In den einstigen Warteräumen befindet sich heute ein Kiosk.
In den Bahnsteighallen galten damals die Betriebs-, Zeitungs- und Restaurationsbuden als gelungen. Die in ihren Formen völlig aus dem Zweck heraus erwachsenen Stellwerksgebäude, die heute verlassen sind, waren damals mit ihrer klaren Gliederung, den harmonisch abgetönten Farben und den schönen Dachformen die reifsten architektonischen Leistungen des Bahnhofs.

### Friedrich Volke
Um dem Gebäude eine würdige Ausgestaltung zu geben, berief man den Bildhauer Friedrich Volke aus Berlin mit der Herstellung des Plastischen Schmuckes in der Schalterhalle wie auch an den Fassaden.
In dem Gewölbe über der großen Fahrkartenausgabe brachte Volke in den Zwickeln mit Reliefs in Form von zwölf Personen, von denen sich je zwei in einer Stichkappenumrahmung vereinigten, eine Reise durch das Leben eines Eisenbahners zum Ausdruck. Sie wurden in einer sogenannten Antragarbeit aus Zementstuck hergestellt. Unter den Figuren in der Halle waren die Mutter mit dem Kind sowie der Schmied und der Weichensteller hervorzuheben, da diese hauptsächlich vom Meister vor Ort bearbeitet wurden.
Die die beiden handelnden Personen verbindenden Kartuschen sind jedes Mal eine variierte Darstellung des für die Eisenbahn symbolisch gewordenen Flügelmotivs, während in den Zwickeln unter den Figuren das geflügelte Rad und der Adlerkopf variiert wurden.
Die Uhr an der Querwand über dem Gepäckschalter war von der strahlenden Sonne gekrönt. Rechts (Osten) wurde sie von dem jugendlichen Morgen, links (Westen) von der verschleierten Nacht gehalten. Die Uhr ruhte auf dem alle Zeit in sich schließenden Symbol der Ewigkeit. Seine Umschließung vollendeten zusammengefaltete Hände, welche die weit voneinander gehaltenen Arme zu einem Ring vereinen.
Der bis hier genannte Schmuck ist heute nicht mehr vorhanden. Von den beiden Giebeln zum Platz hin ist nur einer erhalten. Sie hielten sich im Wesentlichen an die Formensprache der mitteldeutschen und niederländischen humanistischen Baukunst des 16. und 17. Jahrhunderts, und das Schneckenmotiv wurde zur Umrahmung für die Staffeln der Giebel benutzt.
Unter dem nicht mehr existierenden Giebel befindet sich das einstige vom Bildhauer Beyer in München modellierte, jedoch von Volke ausgeführte Portal der Bahnpost, auf dem ein charakteristischer Briefträger steht. Sowohl am Portal als auch an der Figur hat die Zeit ihre Spuren hinterlassen. Bei der Grunderneuerung des Bahnhofs hielt man es jedoch nicht für nötig, deren Urzustand wiederherzustellen. Stattdessen verwendete man ihre ramponierte Version.
Die Schlusssteine über den Fensterbögen der einstigen Fahrkartenhalle stellen den durch einen Kaufmann symbolisierten Handel, die durch die Dampfkraft symbolisierte Verkehrstechnik und die durch den Schmied symbolisierte Arbeit dar.

Schlusssteine
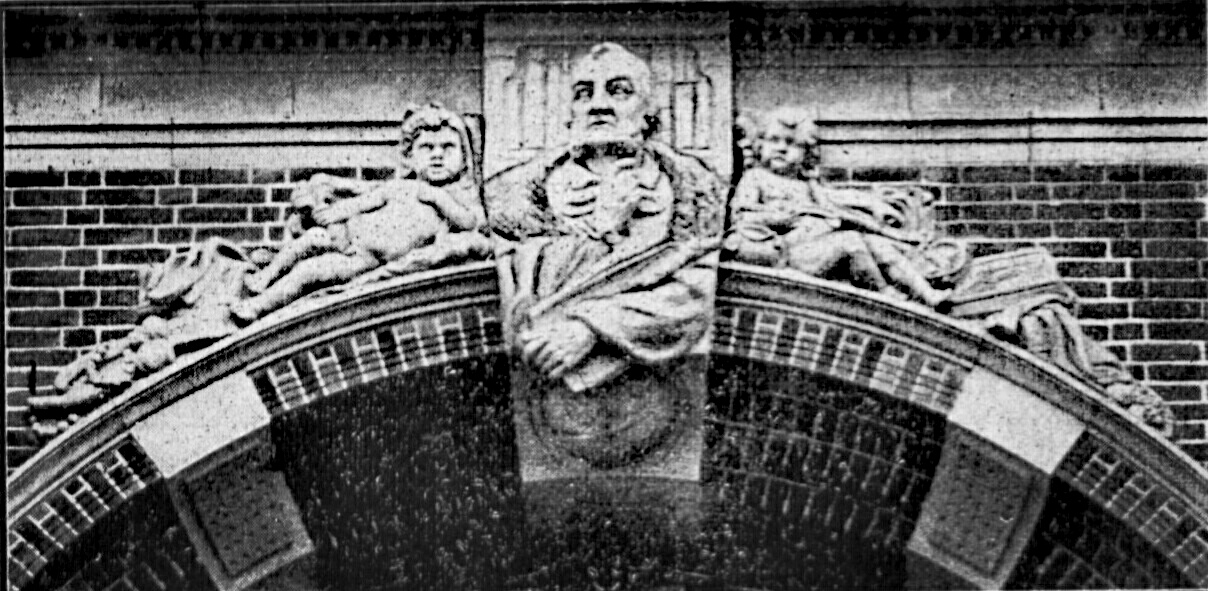
Handel
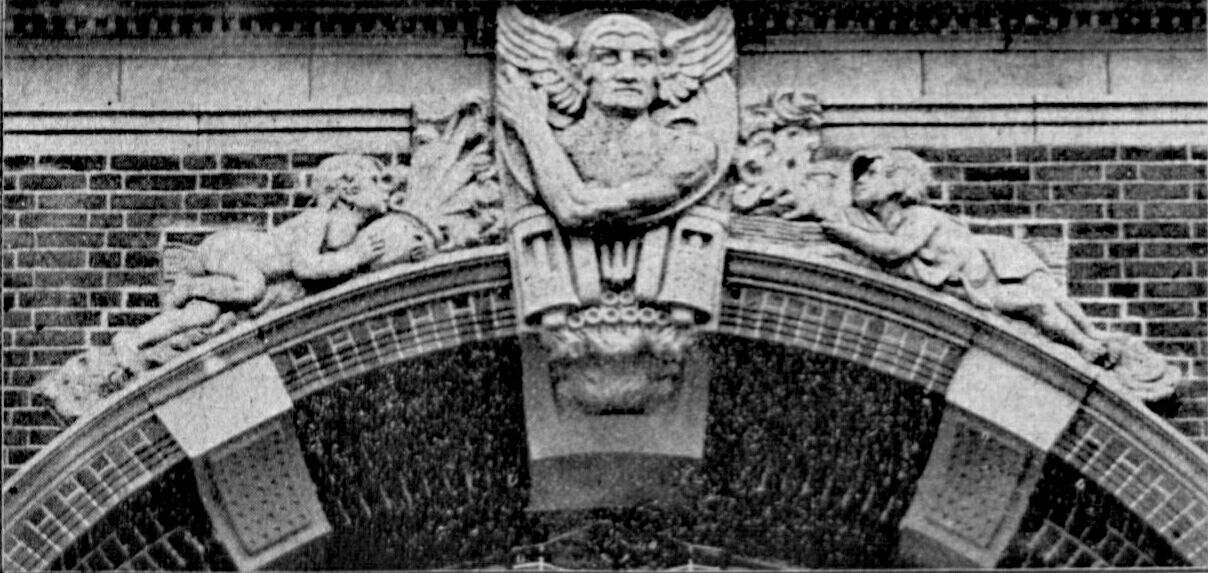
Verkehrstechnik
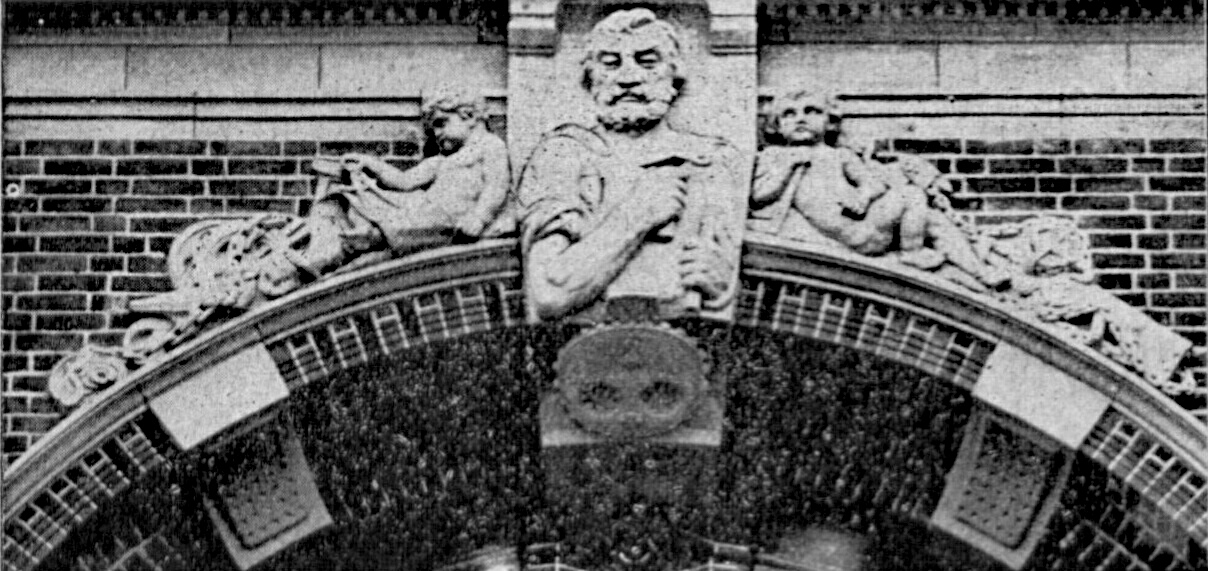
Arbeit

### Eisenbahnunfall auf dem Hauptbahnhof
Als am 29. Mai 1908 ein mit zwei Lokomotiven, Lok 2 und Lok 8, bespannter 118 Achsen starker Güterzug (59 beladene Güterwagen) der Eutin-Lübecker Eisenbahn am Morgen den Güterbahnhof verlassend den Hauptbahnhof durchfuhr, entgleisten die unter Volldampf stehenden Lokomotiven sowie die sieben ersten Waggons hinter der Fußgängerbrücke über die Fackenburger Allee in Höhe des Stellwerkes. Vier weitere Waggons, die in der Höhe des Bahnpostamts ineinander und somit aus dem Gleis gedrückt wurden, stürzten nicht um. Unterhalb der Brücke schnitt die an der Spitze fahrende Lok 2 die verriegelte und beim Überfahren zerbrochene Weiche auf. Während ihre Vorderräder dem Eutiner Gleis folgten, fuhr alles Weitere in das Hafengleis. Hierbei wurden sie aus den Gleisen herausgedrängt. Der den Loks folgende Zugführerwagen wurde nach links aus den Schienen geschleudert, stürzte um und kam fast neben der sich in den Boden grabenden Lok 8 zum Liegen. Die sechs folgenden Wagen schoben sich in- und übereinander. Auf einer Länge von 30 Metern wurde der Gleiskörper aus dem Erdboden gerissen. Personen kamen bei dem Unfall zwar nicht zu Schaden, der entstandene Sachschaden war jedoch beträchtlich.

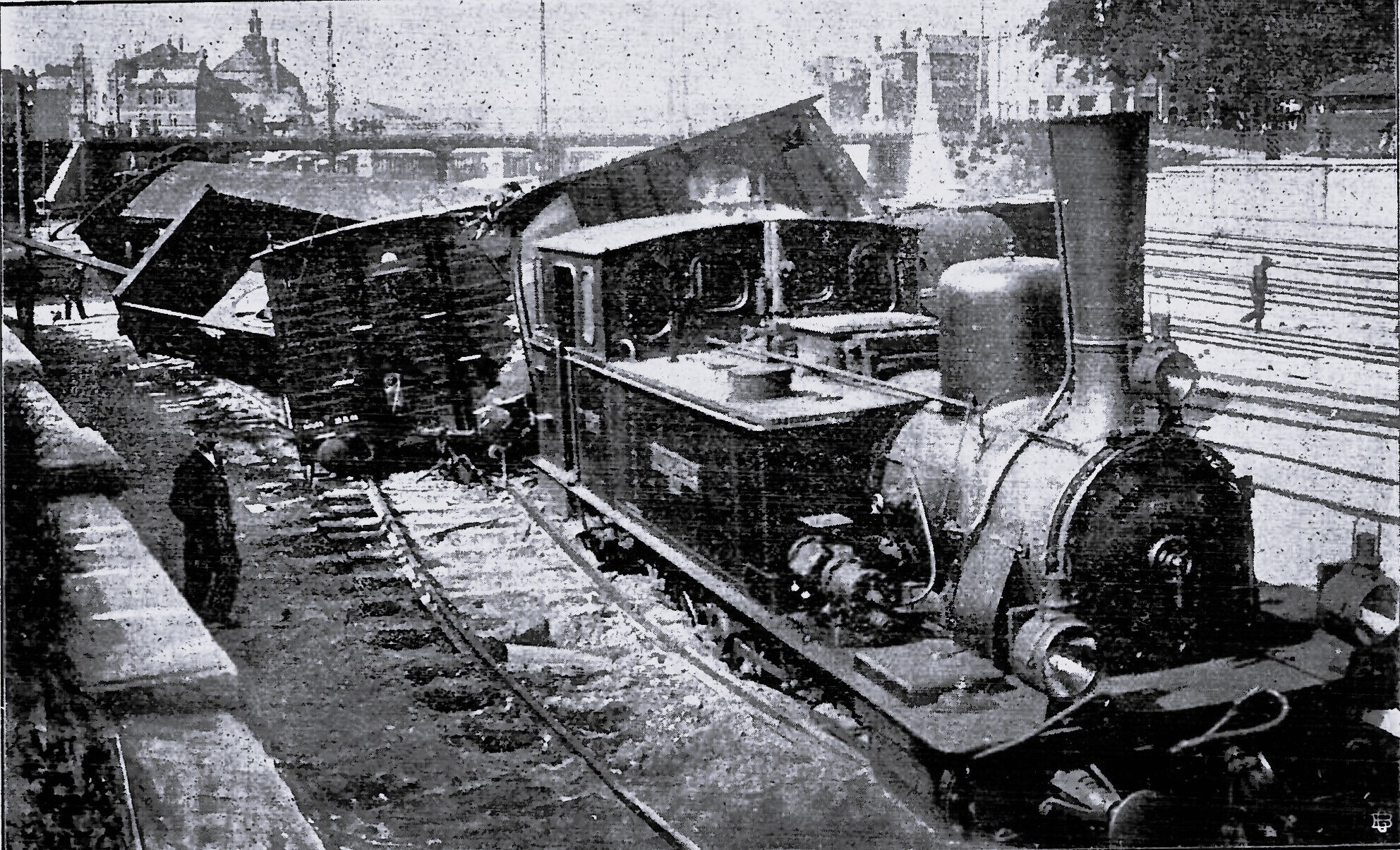
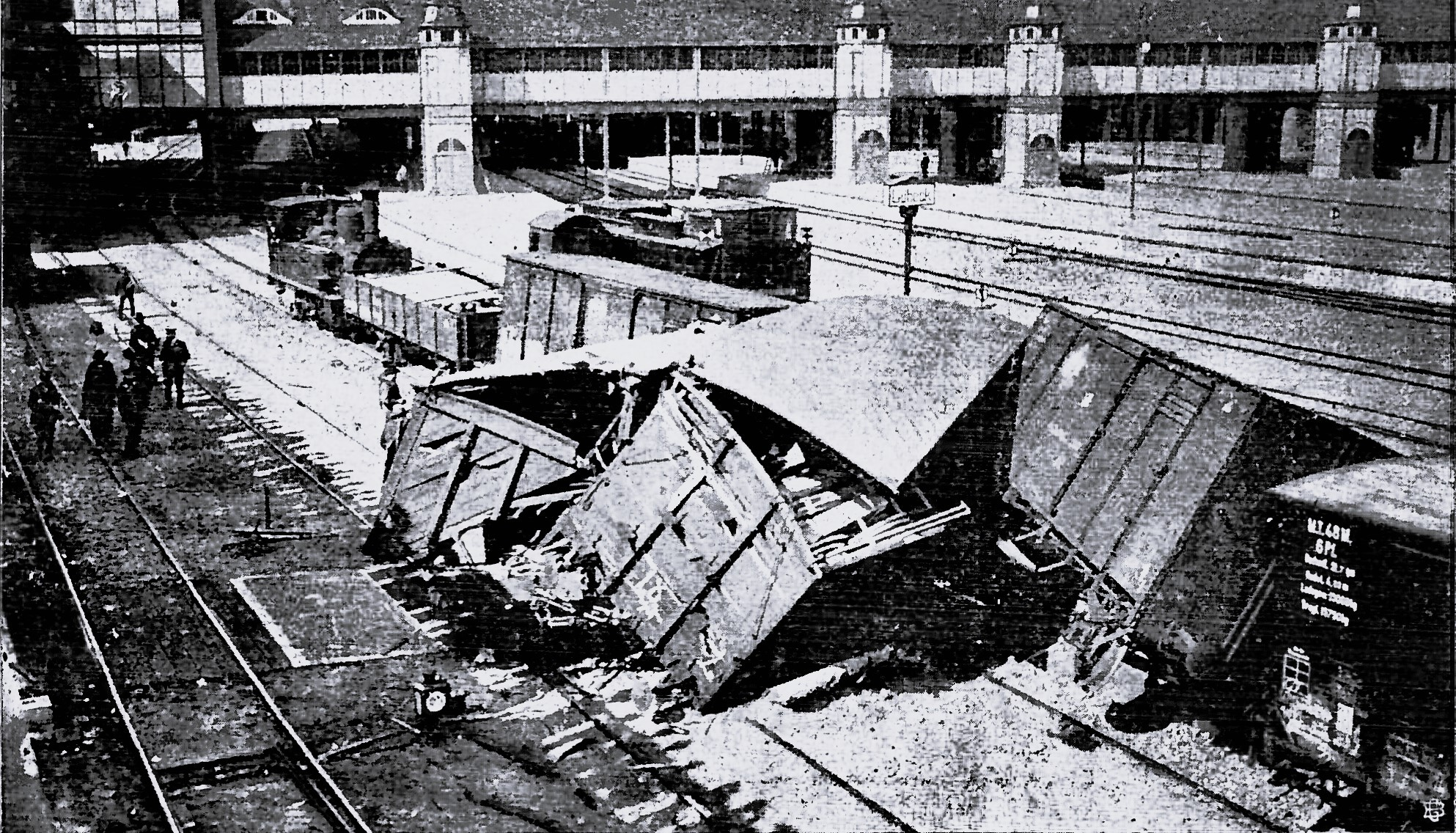

### Straßenbahn-Wartehalle

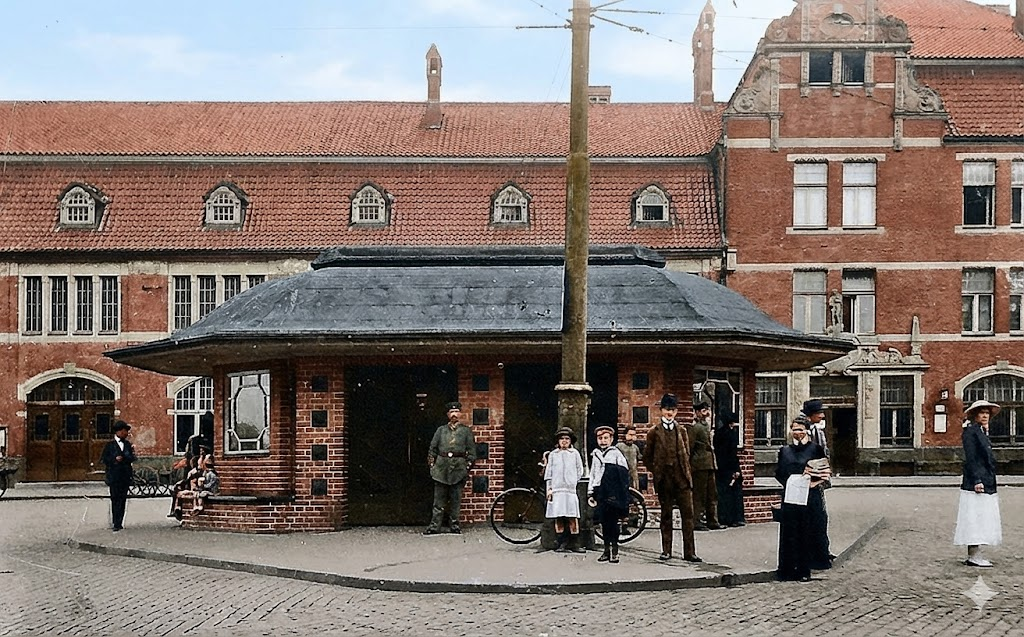
Straßenbahn-Wartehalle

Zu Pfingsten 1915 wurde am Bahnhof für die Benutzer der Straßenbahn die von den Architekten Friedrich Strobelberger gebaute an diesem Platz schon lang erwünschte Wartehalle in Betrieb genommen. Bisher war das Warten auf dem windigen Platz bei Regen besonders unangenehm gewesen.
Ihre Längsachse lag parallel zur langgestreckten Bahnhofsvorderseite. Der Eingang, zwei doppelte breite Glastüren, lag nach der Stadtseite hin. Das Gebäude war aus lilagetönten Ziegeln. Um seine Türen herum war sparsamer bildhauerischer Wohlstand repräsentierenden Schmuck angebracht. Fast um die ganze Halle herum war eine Sitzgelegenheit in Form einer eingelassenen Bank. Ein vorspringendes breites Dach schützte vor Regen. Dieses war vorläufig mit Dachpappe gedeckt. Nach dem Krieg sollte dies, sobald die Kupfervorräte es wieder zuließen, ersetzt werden.
Der Innenraum war in gelb gehalten. In die flache Decke waren Beleuchtungslinsen eingelassen. Eine Linse befand sich zwischen den beiden kleinen Fenstern in der Mitte, Große sich gegenüber liegende Fenster ließen das Licht voll und flutend hinein.

### Die Bundesbahnzeit
Von 1945 bis 1990 war Lübeck Grenzbahnhof zur Sowjetischen Besatzungszone und später zur DDR. Der Bundesgrenzschutz hatte auf dem östlichsten Bahnsteig eigene Grenzkontrollanlagen. Diese mussten von allen in Lübeck zusteigenden Reisenden passiert werden. Die Interzonenzüge verkehrten etwa ein bis zwei Mal täglich nach Rostock. Sie kamen üblicherweise aus Hamburg oder Köln.
Seine größte Bedeutung erlangte der Lübecker Hauptbahnhof als wichtiger Haltebahnhof der Vogelfluglinie von Hamburg nach Skandinavien seit dem 14. Mai 1963. Zahlreiche Schnellzüge mit langen Laufwegen bedienten den Bahnhof. Zu ihnen gehörten der Italia-Express und der Alpen-Express, die zwischen Rom und Kopenhagen verkehrten, und der TEE 34/35 Merkur, der von Stuttgart nach Kopenhagen fuhr.
Die Kleinbahn nach Segeberg, die neben der Bahnhofshalle ihren Bahnsteig hatte, stellte am 26. September 1964 den Personenverkehr ein, am 31. Dezember 1967 wurde sie stillgelegt.
1967 wurde der Bahnhof für den Staatsbesuch des Schahs Mohammad Reza Pahlavi in der Stadt Lübeck restauriert. Die vorgenommenen Umbauten, welche dem damaligen Zeitgeist entsprachen und heute teilweise als von zweifelhaftem ästhetischem Wert empfunden werden, hielten sich bis zum Umbau von 2003. Unter anderem wurden der Durchgang zum Bahnhofsflügel geschlossen, Fenster zugemauert und das Innere der Halle stark vereinfacht. Ebenfalls aus der Bundesbahnzeit stammte die metallene Gepäckbrücke, welche den Blick von der Bahnhofsbrücke auf den Bahnhof verstellte.

### Entwicklungen nach 1989/1990

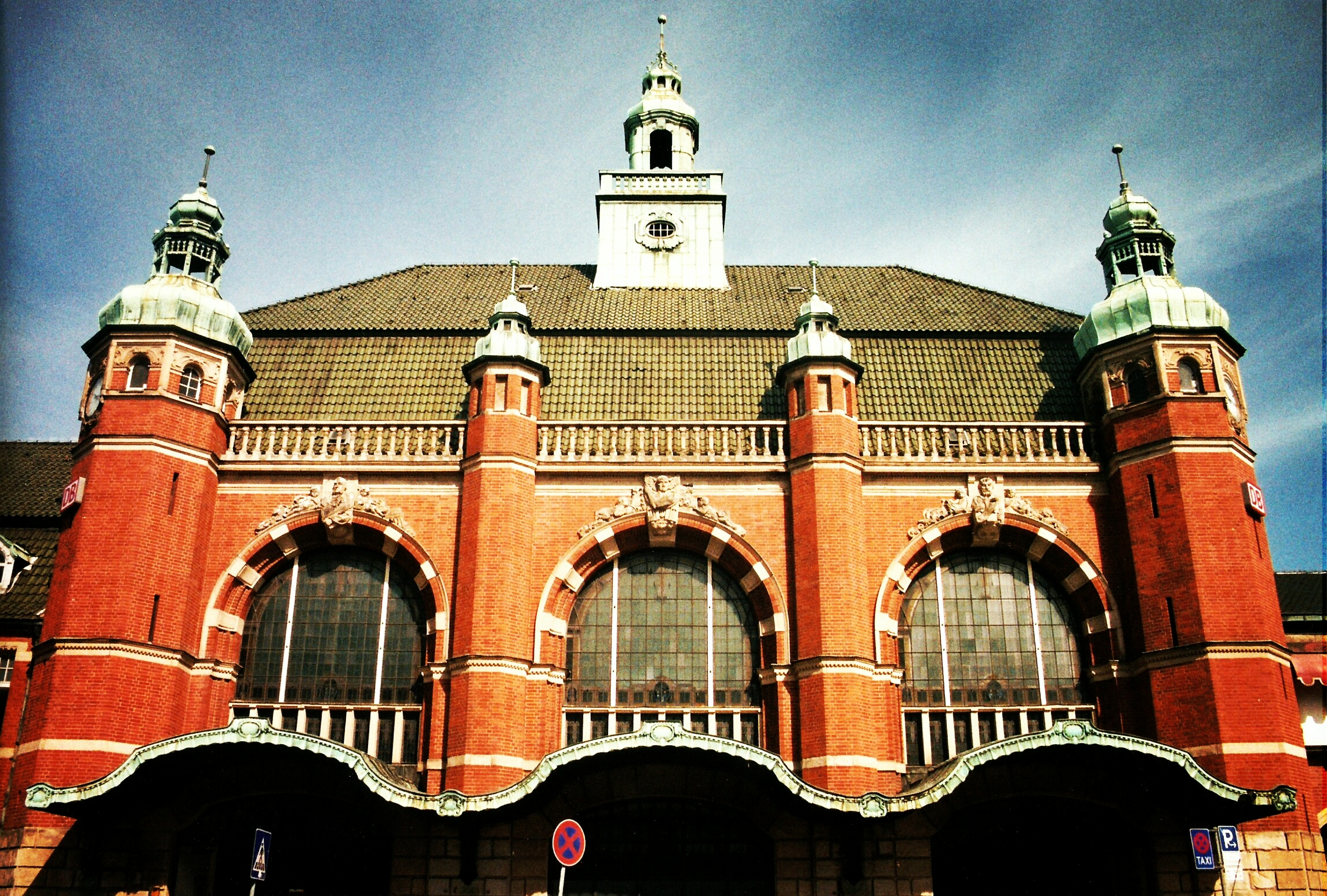
Empfangsgebäude

Mit der Öffnung der innerdeutschen Grenze 1989 und der Wiedervereinigung Deutschlands 1990 endete die Randlage des Bahnhofs und das Verkehrsaufkommen stieg an. Nach Eröffnung der kombinierten Auto-/Eisenbahnbrücke Storebæltsforbindelsen über den Großen Belt in Dänemark Ende der 1990er Jahre ließ seine Bedeutung im internationalen Verkehr nach, da damit die längere Route über Flensburg attraktiver geworden war. Zugleich kam es zunehmend zu einem Verfall der Substanz durch die Zurückhaltung der Deutschen Bahn, in Lübeck zu investieren. So wurden in Lübeck Ende der 1990er Jahre noch immer alle Formsignale per Hand geschaltet, am Bahnhofsgebäude machte sich mangelnde Pflege bemerkbar, und Lübeck war die größte deutsche Stadt ohne elektrischen Bahnanschluss. Zudem verfiel der Bahnhofsflügel, nachdem das dort ansässige Restaurant schließen musste. Um 2000 war das gesamte Gebäude völlig veraltet und den Anforderungen eines modernen Bahnbetriebs nicht mehr gerecht.
Der Lübecker Hauptbahnhof besaß vier Stellwerke, davon ein Fahrdienstleiterstellwerk sowie drei Weichenwärterstellwerke. Im Zuge einer Modernisierung der Signalanlagen wurden diese am 29. September 2003 außer Betrieb genommen. Seitdem wird der Bahnhof durch das elektronische Stellwerk aus der Betriebszentrale in Hannover gesteuert. Zugleich wurde der groß angelegte Umbau des Hauptbahnhofs gestartet, welcher diesen modernisieren und auf eine zukünftige Elektrifizierung vorbereiten sollte. Der Umbau wurde am 20. Juli 2007 in der Hauptarbeit abgeschlossen.
Die Elektrifizierung der Strecke Hamburg – Lübeck – Lübeck-Travemünde, und damit von Lübeck Hauptbahnhof, wurde Ende 2006 begonnen und ging im Dezember 2008 in Betrieb. Am 1. Oktober 2008 wurde der Strom eingeschaltet.

## Betrieb
Vom Lübecker Hauptbahnhof gab es Bahnstrecken in sechs Richtungen. Davon wurde lediglich die 1916 eröffnete Strecke der Lübeck-Segeberger Eisenbahn (LSE) nach Bad Segeberg 1964 stillgelegt.
Die folgenden Strecken führen zum Lübecker Hauptbahnhof:
- Hamburg–Bad Oldesloe–Reinfeld–Lübeck; eröffnet 1865 durch die Lübeck-Büchener Eisenbahn (LBE), heute Kursbuchstrecke (KBS) 104.
- Lüneburg–Büchen–Lübeck; eröffnet 1851 durch die LBE, heute (Bahnstrecke Lübeck–Lüneburg).
- Bad Kleinen–Lübeck; eröffnet 1870 durch die Großherzoglich Mecklenburgische Friedrich-Franz-Eisenbahn (MFFE), heute KBS 175 (Bahnstrecke Lübeck–Bad Kleinen).
- Lübeck-Travemünde Strand–Lübeck; eröffnet 1882 durch die LBE, heute KBS 104 (Bahnstrecke Lübeck–Lübeck-Travemünde Strand).
- Puttgarden–Lübeck beziehungsweise Neustadt–Lübeck; eröffnet 1925 durch die Deutsche Reichsbahn (DR).
- Kiel–Eutin–Bad Schwartau–Lübeck, eröffnet 1873 durch die Eutin-Lübecker Eisenbahn-Gesellschaft (ELE), heute (Bahnstrecke Kiel–Lübeck).

Internationale Verbindungen bestehen heute mit Regional-Express-Zügen (RE) nach Stettin in Polen über Bad Kleinen, Neubrandenburg und Pasewalk. Diese RE-Züge haben dank ihres langen Zuglaufs den Charakter von Heckeneilzügen. Zudem ist Lübeck Intercity-Bahnhof. Im Sommerhalbjahr Fr–Mo, in der Sommerferienzeit täglich verkehrte ein Zugpaar Fehmarn-Burg – Köln, ergänzt durch Einzelleistungen Fehmarn-Burg – Hamburg Hbf. Hauptsächlich im Winterhalbjahr verkehrt an Einzeltagen ein Zugpaar Frankfurt – Lübeck durch das Rheintal.
Ein Teil der Fernverkehrsreisenden im Lübecker Hauptbahnhof benutzt Züge nach Lübeck-Travemünde Skandinavienkai, um zu den Fähren nach Schweden oder Finnland zu gelangen.
Der größte Teil des Reisezugverkehrs entfällt auf Pendlerzüge auf den Strecken Hamburg Hauptbahnhof – Lübeck und Kiel Hauptbahnhof – Lübeck, betrieben von der DB Regio. Hier gibt es in der Hauptverkehrszeit einen durchgängigen 30-Minuten-Takt. Auf allen anderen Strecken, die zum Lübecker Hauptbahnhof führen, herrscht generell Stundentakt.
Ab dem Fahrplanwechsel 2016 verkehrten die Eurocity-Züge Hamburg – Kopenhagen nur noch mit dänischen MF-Garnituren; zwischen 2007 und 2016 waren diese durch dieselbetriebene ICE-TD ergänzt worden. Mit dem Fahrplanwechsel 2019 wurde die Linie auf die Jütlandstrecke verlegt und verkehrt nicht mehr über Lübeck.
Seit dem Fahrplanwechsel im Dezember 2008 besitzt Lübeck erstmals eine ICE-Direktverbindung über Hannover nach München. Seit dem Fahrplanwechsel 2022 bietet die DB Fernverkehr AG auch einen saisonalen, am Wochenende verkehrenden, ICE über München hinaus bis Schwarzach-St. Veit an. Seit dem Fahrplanwechsel im Dezember 2021 existiert ein täglicher IC-Sprinter über Hamburg und das Ruhrgebiet nach Köln.
Seit dem Sommerfahrplan 2024 hält in Lübeck täglich das IC Zugpaar 2263/2268 Hamburg – Ostseebad Binz. Zwischen Lübeck und Bad Kleinen muss der Zug wegen fehlender Elektrifizierung von einer Diesellok gezogen werden, die restliche Strecke wird von Elektrolokomotiven gefahren.

### Fernverkehr
| Linie  | Zuglauf | Takt          | Fahrzeugmaterial      |
| ------ | --- | ------------- | --------------------- |
| ICE 25 | Lübeck Hbf – Hamburg Hbf – Hannover Hbf – Göttingen – Kassel-Wilhelmshöhe – Fulda – Würzburg Hbf – Nürnberg Hbf – Ingolstadt Hbf – München Hbf (– Schwarzach-St. Veit) | zwei Zugpaare | ICE 2 / ICE 4 / ICE T |
| ICE 29 | Lübeck Hbf – Hamburg Hbf – Berlin Spandau – Berlin Hbf – Berlin Südkreuz – Nürnberg Hbf – München Hbf                                                                  | ein Zugpaar   | ICE 3                 |
| IC 26  | Hamburg Hbf – Lübeck Hbf – Bad Kleinen – Bützow – Rostock Hbf – Ribnitz-Damgarten West – Velgast – Stralsund Hbf – Bergen auf Rügen – Ostseebad Binz                   | ein Zugpaar   | IC 1                  |

### Regionalverkehr
Mit dem Fahrplanwechsel am 15. Dezember 2014 wurden auch im Regionalverkehr Schleswig-Holsteins einheitliche Liniennummern eingeführt. Diese gelten auf folgenden Verbindungen:

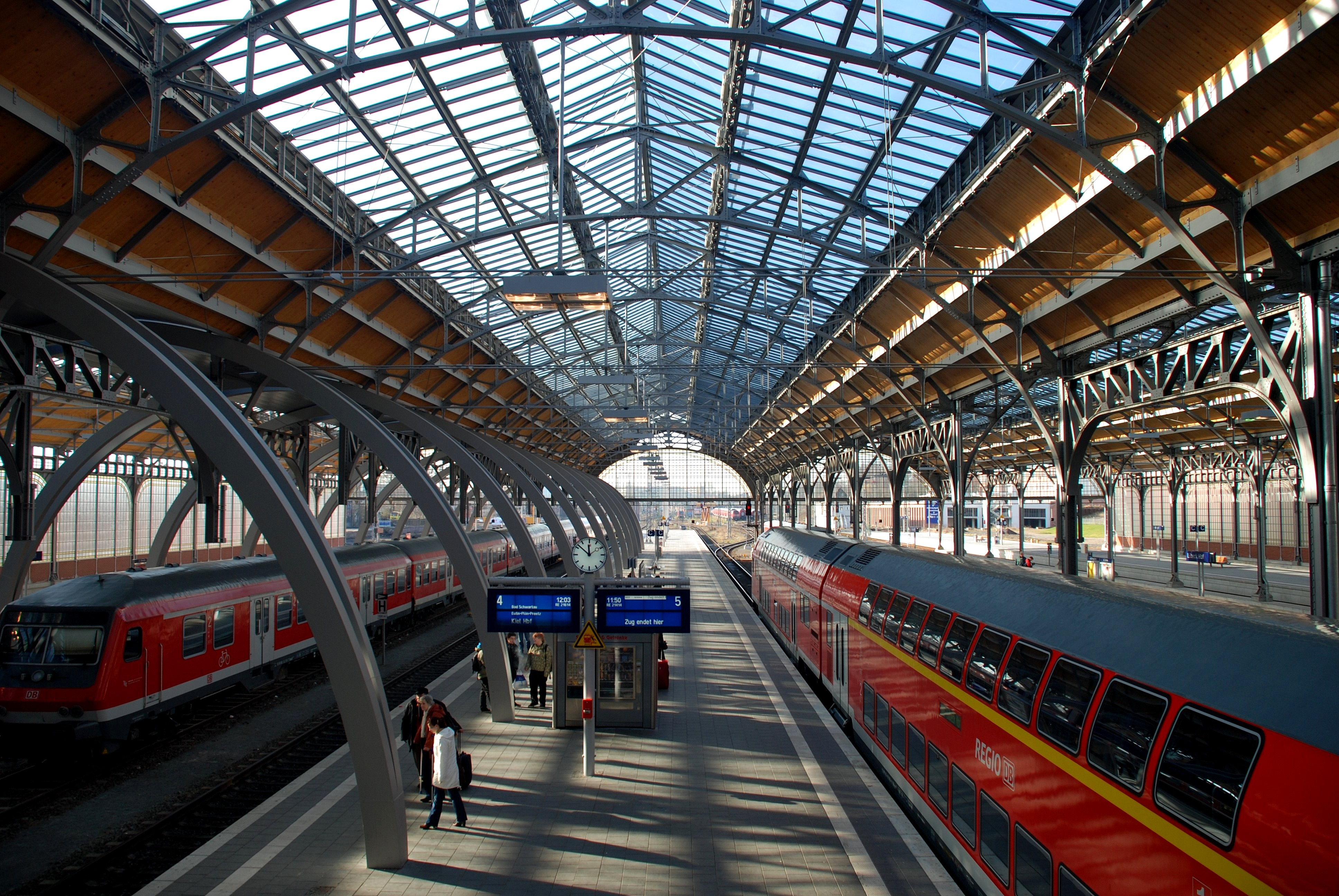
Lübeck Hauptbahnhof, Bahnhofshalle von 2007

| Linie           | Zuglauf | Takt                                                                             | Kursbuchstrecke                                          | Eisenbahnverkehrs-unternehmen                           | Fahrzeugmaterial       |
| --------------- | --- | -------------------------------------------------------------------------------- | -------------------------------------------------------- | ------------------------------------------------------- | ---------------------- |
| RE 83           | Kiel Hauptbahnhof – Raisdorf – Preetz – Ascheberg (Holst) – Plön – Bad Malente-Gremsmühlen – Eutin – Bad Schwartau – Lübeck Hauptbahnhof – Lübeck-Hochschulstadtteil – Lübeck Flughafen – Ratzeburg – Mölln – Büchen – Lauenburg (Elbe) – Echem – Lüneburg | stündlich mit dem RB 84 zum annähernden Halbstundentakt zwischen Kiel und Lübeck | 145: Kiel–Lübeck und Lübeck–Lüneburg                     | erixx Holstein GmbH                                     | Stadler FLIRT Akku     |
| RB 84           | Kiel Hauptbahnhof – Kiel-Elmschenhagen – Raisdorf – Preetz – Ascheberg – Plön – Bad Malente-Gremsmühlen – Eutin – Pönitz – Pansdorf – Bad Schwartau – Lübeck Hauptbahnhof                                                                                  | stündlich mit dem RE 83 zum annähernden Halbstundentakt zwischen Kiel und Lübeck | 145: Kiel–Lübeck                                         | erixx Holstein GmbH                                     | Stadler FLIRT Akku     |
| RE 8            | Hamburg Hauptbahnhof – Bad Oldesloe – Reinfeld (Holst) – Lübeck-Moisling – Lübeck Hbf – Lübeck-Dänischburg IKEA – Lübeck-Kücknitz – Lübeck-Travemünde Skandinavienkai – Lübeck-Travemünde Hafen – Lübeck-Travemünde Strand                                 | stündlich mit dem RE 80 zum Halbstundentakt zwischen Lübeck Hbf und Hamburg      | 104: Lübeck–Lübeck-Travemünde Strand 104: Lübeck–Hamburg | DB Regio Schleswig-Holstein                             | Stadler KISS           |
| RE 8X           | (Lübeck-Travemünde Strand – Lübeck-Travemünde Hafen – Lübeck-Travemünde Skandinavienkai – Lübeck-Kücknitz – Lübeck-Dänischburg IKEA –) Lübeck Hauptbahnhof – Hamburg-Hasselbrook – Hamburg Hauptbahnhof                                                    | Vereinzelt im HVZ                                                                | 104: Lübeck–Lübeck-Travemünde Strand 104: Lübeck–Hamburg | DB Regio Schleswig-Holstein                             | Stadler KISS           |
| RE 80           | Lübeck Hauptbahnhof – Lübeck-Moisling (seit Dezember 2023) – Reinfeld (Holst.) – Bad Oldesloe – Ahrensburg – Hamburg Hauptbahnhof | stündlich mit dem RE 8 zum Halbstundentakt zwischen Lübeck Hbf und Hamburg       | 104: Lübeck–Lübeck-Travemünde Strand 104: Lübeck–Hamburg | DB Regio Schleswig-Holstein                             | Stadler KISS           |
| RE 86           | Lübeck Hauptbahnhof – Lübeck-Dänischburg IKEA – Lübeck-Travemünde Strand | Vereinzelt täglich                                                               | 104: Lübeck–Lübeck-Travemünde Strand 104: Lübeck–Hamburg | DB Regio Schleswig-Holstein                             | Stadler KISS           |
| RB 85           | Lübeck Hauptbahnhof – Bad Schwartau – Timmendorfer Strand – Scharbeutz – Haffkrug – Sierksdorf – Neustadt in Holstein | stündlich (In den Sommermonaten halbstündlich)                                   | 140: Lübeck–Neustadt in Holstein                         | DB Regio Schleswig-Holstein                             | Alstom Coradia LINT 41 |
| RE 4            | Lübeck Hauptbahnhof – Lübeck-St. Jürgen – Herrnburg – Schönberg (Meckl.) – Grevesmühlen – Bad Kleinen – Bützow – Güstrow – Neubrandenburg – Pasewalk – Szczecin Główny                                                                                     | zweistündlich, stündlich bis Bad Kleinen                                         | 175: Lübeck–Bad Kleinen                                  | DB Regio Nordost                                        | Alstom Coradia LINT 41 |
| X 85            | Lübeck Hauptbahnhof – Haffkrug – Lensahn – Oldenburg (Holstein) – Großenbrode – Fehmarn-Burg – Puttgarden | stündlich                                                                        | 140: Lübeck–Puttgarden                                   | DB Autokraft im Auftrag von DB Regio Schleswig-Holstein | Neoplan Skyliner       |
| Stand: Mai 2024 | |                                                                                  |                                                          |                                                         |                        |

## Der Umbau

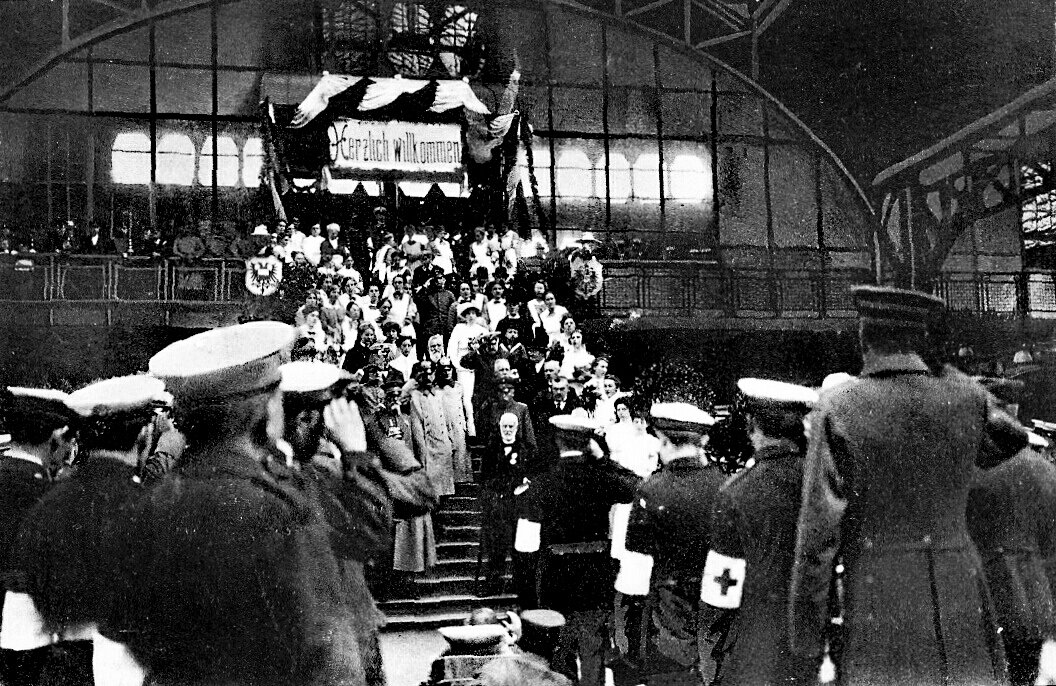
Auf dem Perron (1915)

Nach langem Zögern der Deutschen Bahn wurde 2003 der Start für eine umfassende Modernisierung des Lübecker Hauptbahnhofs freigegeben. Dabei mussten Bestimmungen des Denkmalschutzes beachtet werden. Sie sahen vor, das Empfangsgebäude und die Bahnhofshalle ganz, den Personensteg in seiner Grundsubstanz wiederherzustellen.

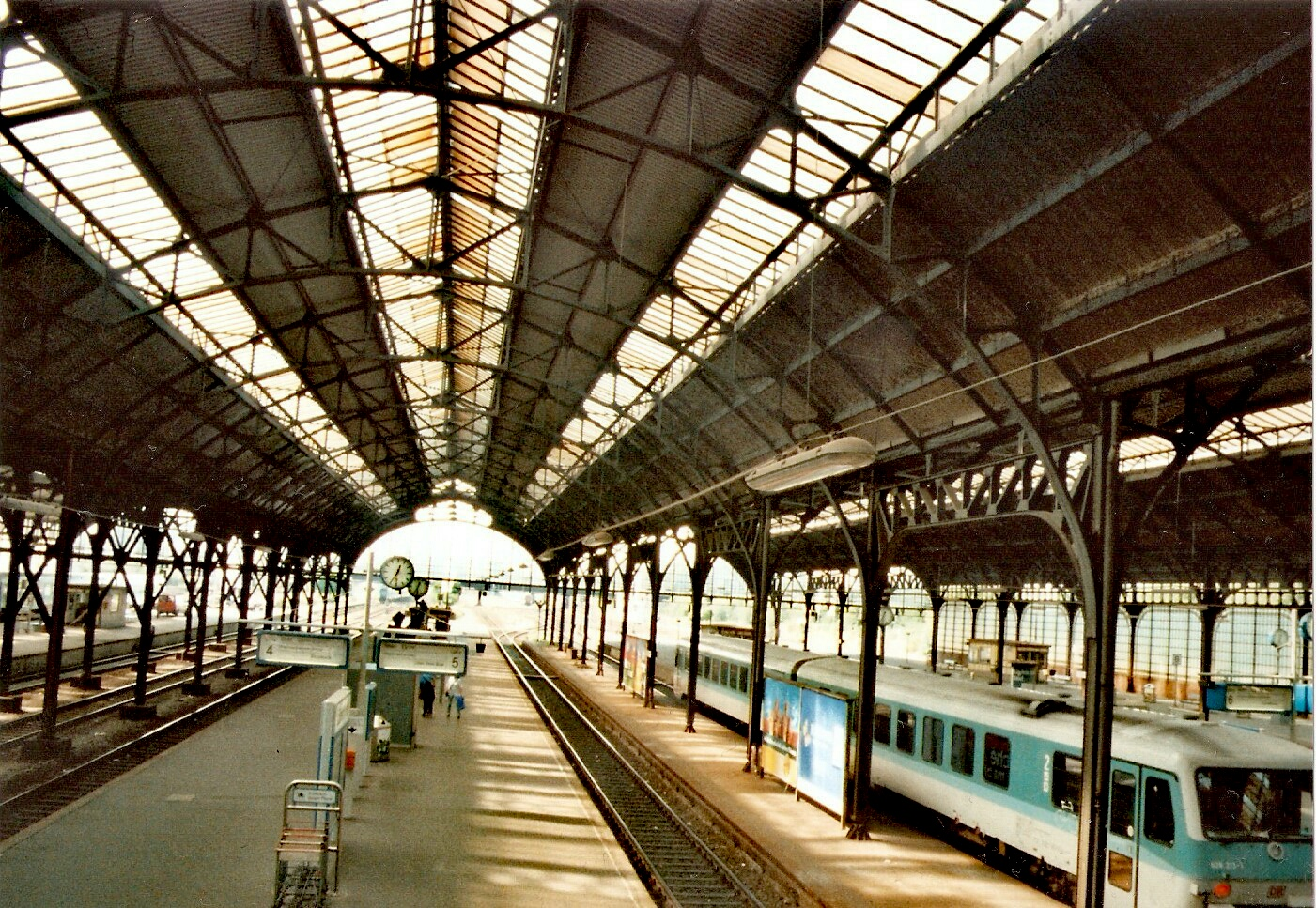
Lübeck Hauptbahnhof, Bahnhofshalle 1998

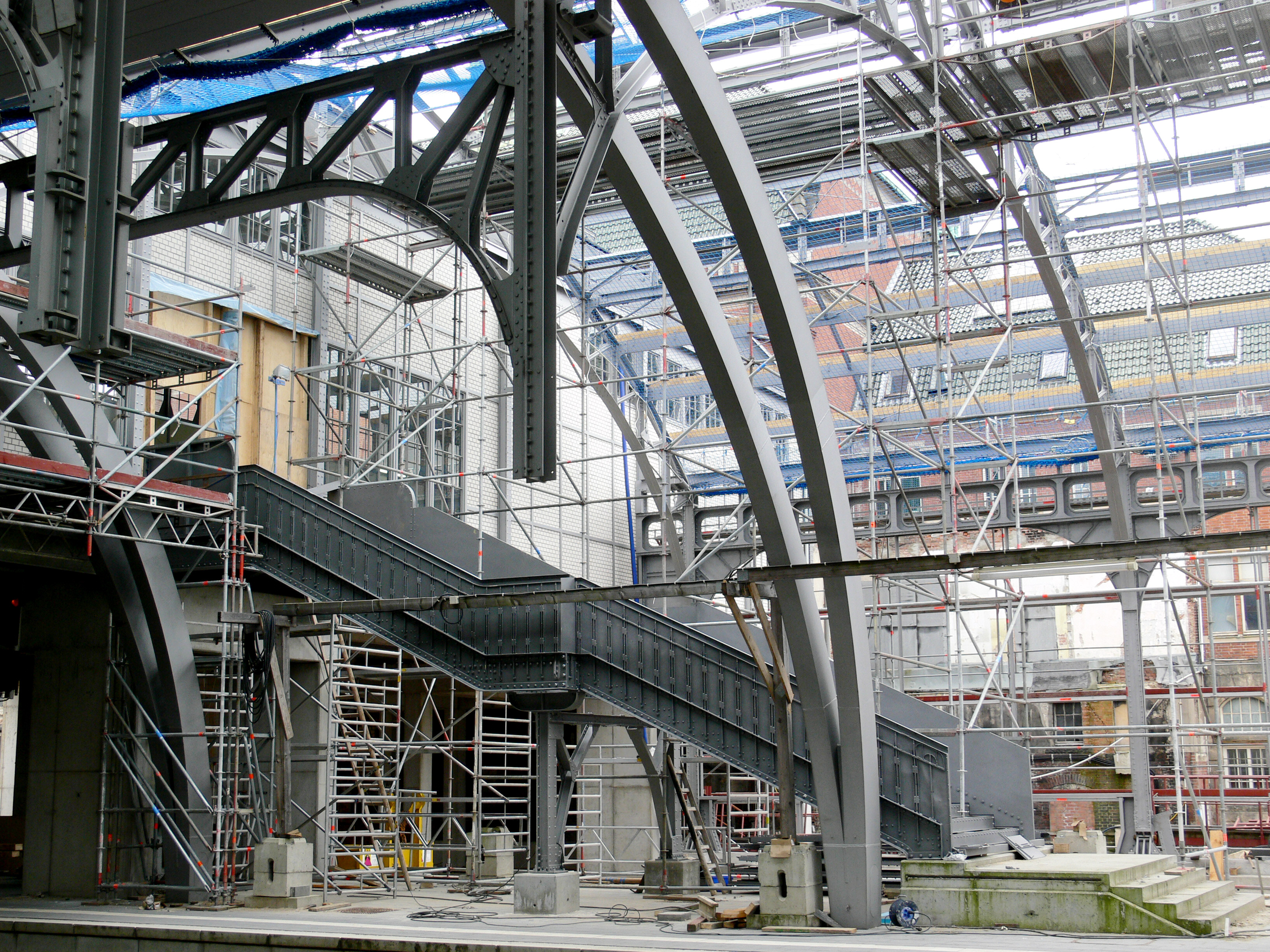
Lübeck Hauptbahnhof, April 2007

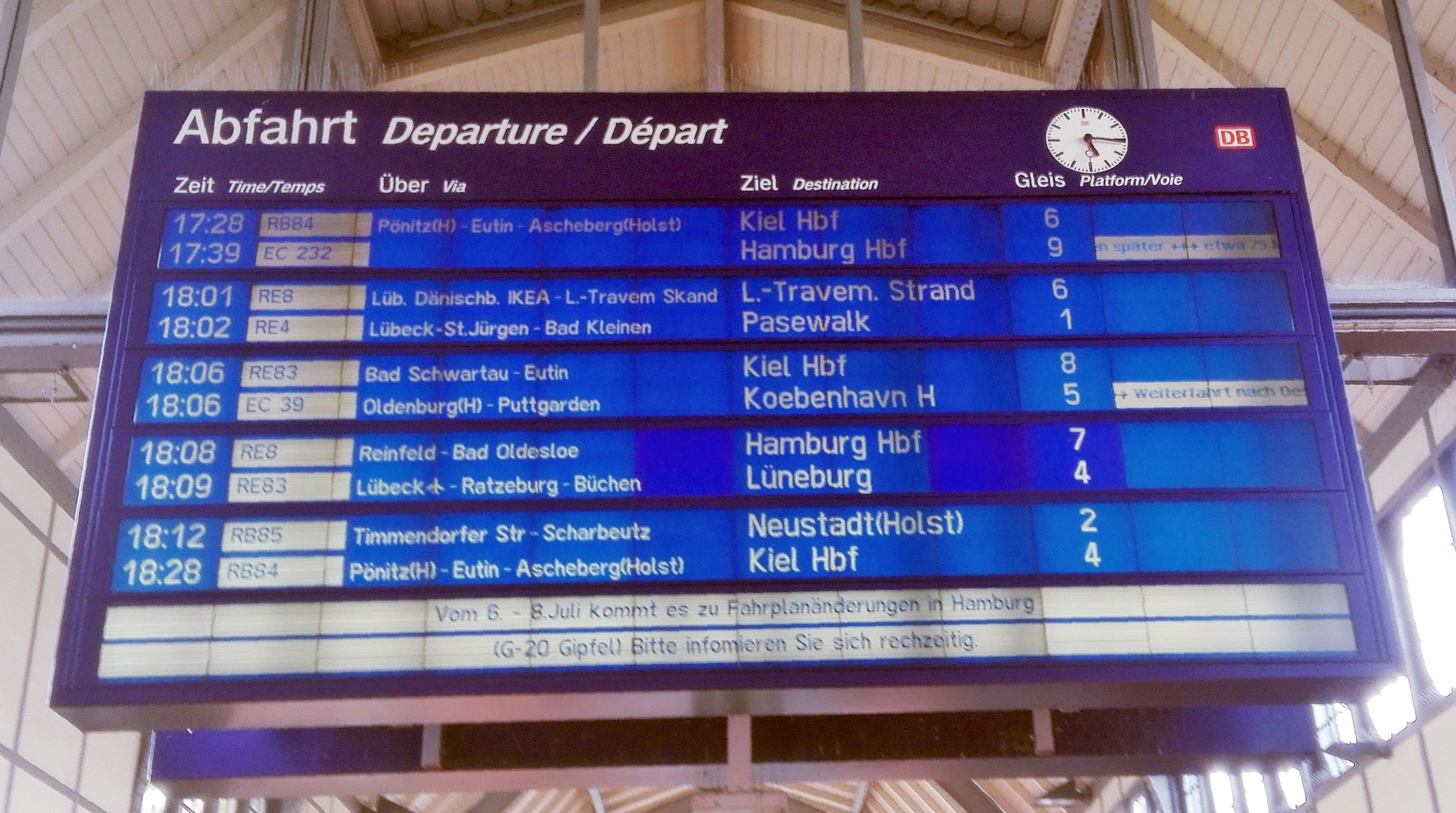
Zugabfahrtstafel im Personensteg

Baumaßnahmen neben allgemeinen Modernisierungen:
- Abriss und Neubau aller vier Bahnsteige
- Demontage der Bahnhofshalle und anschließender Wiederaufbau. Dabei wurden etwa 70 Prozent der alten Stahlträger wiederverwendet. Das Dach der Halle wurde großflächiger verglast, die Konstruktion insgesamt durch neue Stahldoppelbögen stabilisiert. Dabei wurden auch die auf dem Bild erkennbaren Parabelbögen eingebaut. Sie sind aus statischen Gründen notwendig, weil darunter das Gleis 3 (ohne Bahnsteigkante) liegt. Die Lasten der Hallenkonstruktion werden nicht direkt in den Boden weitergeleitet, sondern über die Parabelbögen abgefangen. Gleis 3 ist nicht elektrifiziert und dient ausschließlich zum Abstellen von Dieseltriebwagen.
- Installation einer modernen Beleuchtung und Beschallungsanlage
- Abriss des Personenstegs und anschließender Neubau. Wegen der Oberleitung musste die Durchfahrtshöhe über den Gleisen um 60 cm vergrößert werden. Für die Hallenkonstruktion wurden, soweit möglich, die alten Stahlbauteile wieder verwendet.
- Verglasung der Hallenseite des Personenstegs, dessen Fenster in den 1960er Jahren zugemauert wurden
- Bau einer zweiten Treppe für jeden Bahnsteig
- Einbau eines Aufzugs für maximal 20 Personen an jedem Bahnsteig
- Sanierung des Empfangsgebäudes
- Abriss des überflüssig gewordenen Poststegs
- Einbau digitaler Zugzielanzeiger an allen Bahnsteigen
- Einbau einer zentralen doppelseitigen Zugabfahrtstafel im Personensteg
- Neubau des Reisezentrums im Nordflügel (erst 2009 durchgeführt)

Die meisten Arbeiten waren am 20. Juli 2007 abgeschlossen. Die offizielle Einweihung fand am 13. Dezember 2008 zum 100. Jubiläum des Hauptbahnhofs statt. Sieben Geschäfte zogen in den Personensteg ein, darunter ein Schnellrestaurant, eine Bahnhofsbuchhandlung und ein Brezelbäcker. Die alte Gepäckbrücke, die während des Umbaus für den provisorischen Bahnsteigzugang genutzt worden war, wurde im April 2008 komplett entfernt. Mit dem Umzug des Reisezentrums in den Nordflügel des Gebäudes – ein Durchgang zur Haupthalle wurde geschaffen – waren die Bauarbeiten praktisch abgeschlossen. In den Südflügel, zu dem bereits eine Verbindung von der Halle existiert, sollten zu einem späteren Zeitpunkt weitere Geschäfte einziehen.
Eine weitere, bis 2020 noch nicht ausgeführte Baumaßnahme ist der Umbau des 1. Stockwerks des nördlichen Bahnhofsflügels, das seit vielen Jahren leer steht, nachdem das dortige Restaurant und die darauf folgende Diskothek schließen mussten. Im unteren Stockwerk, in dem früher das Reisezentrum untergebracht war, befindet sich seit 2019 ein Supermarkt. Das Reisezentrum wurde ans Ende des Personenstegs am Ausgang Steinrader Weg verlegt.
In unmittelbarer Nachbarschaft des Hauptbahnhofs befindet sich am Bahnhofsvorplatz der Handelshof, ein expressionistisches ehemaliges Kontorhaus, in dem sich seit Abschluss der Sanierung 2009 ein Hotel befindet.

## Elektrifizierung
Bereits in den 1920er Jahren stand die Elektrifizierung zur Diskussion. Die Alternative, für die sich die LBE seinerzeit entschloss, war die Anschaffung von Doppelstockwagen aus Görlitz.
Lübeck war nach der Elektrifizierung der Bahnstrecke Hamburg-Altona–Kiel (1995 fertiggestellt) die größte deutsche Stadt ohne elektrischen Bahnanschluss. Ab den 1970er Jahren hatte sich die Stadt um eine Anbindung an das elektrische Bahnnetz bemüht, jedoch hatten zuerst die Zonenrandlage direkt an der Grenze zur DDR, dann die Geschäftspolitik der Deutschen Bahn dagegen gesprochen.
Dieser Zustand wurde schließlich 2005 beendet, als offiziell der Vertrag für die Elektrifizierung unterschrieben wurde. Darin wurde die Elektrifizierung der Bahnstrecke Hamburg–Lübeck-Travemünde vereinbart. Die Einbindung in das elektrische Bahnnetz kommt neben dem Personenverkehr vor allem dem Güterverkehr zwischen dem Lübecker Hafen und Hamburg zugute. In dem Vertrag enthalten ist auch der zweigleisige Ausbau zwischen Bad Schwartau Waldhalle und Lübeck-Kücknitz. Dabei wurden keine speziellen Bahnstromleitungen vom nächsten Umrichterwerk gebaut, sondern ein neues Werk in Lübeck-Genin errichtet.
Der fahrplanmäßige elektrische Betrieb wurde am 14. Dezember 2008 aufgenommen, nachdem bereits am 1. Oktober 2008 der Strom eingeschaltet worden war.

## Der neue Güter- und Rangierbahnhof

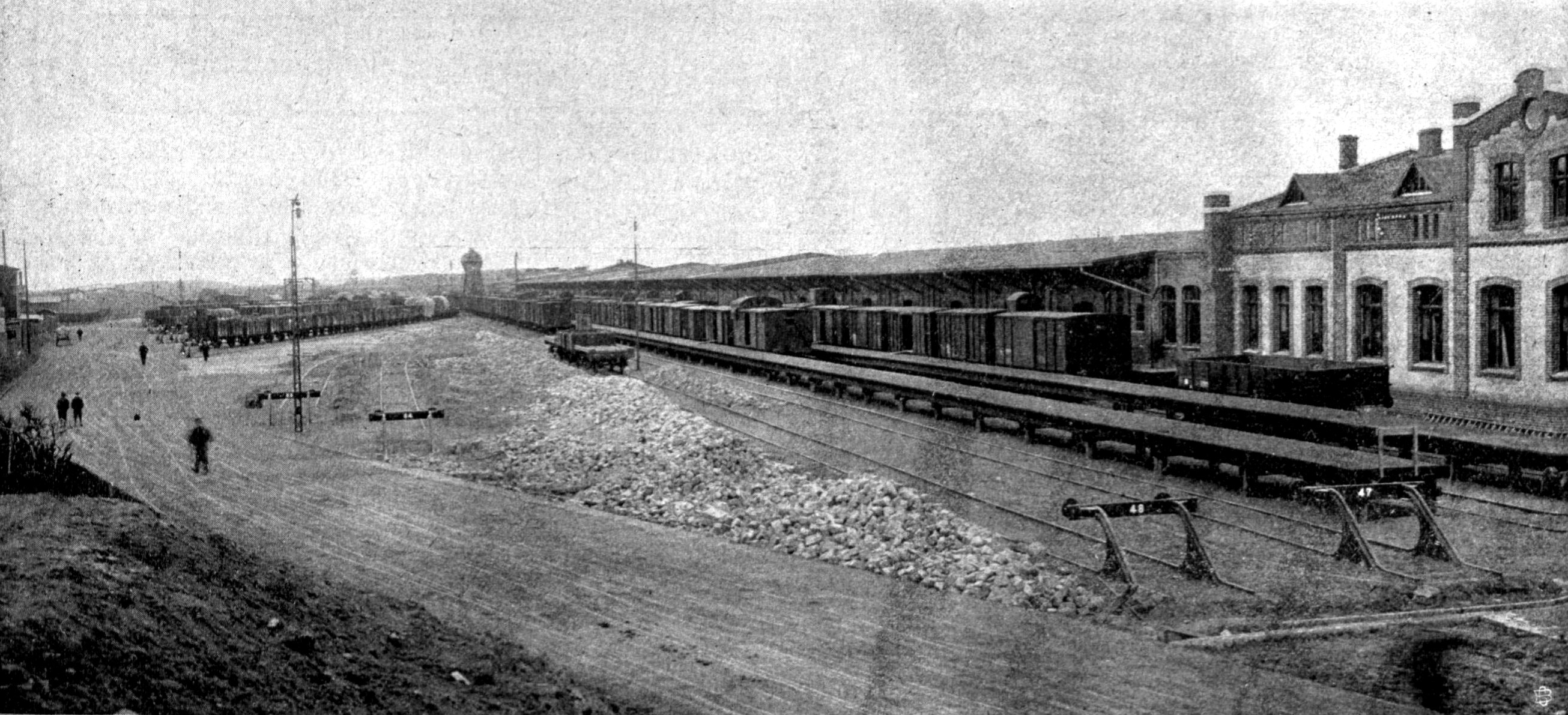
Der neue Güterbahnhof

Ladegleise und Produktenbahnhof

Kopframpe und Aufgang von der Viehrampe zur Meierstraße

Im Zuge der Umgestaltung der lübeckischen Bahnhofsanlagen wurde am 9., 10. und 11. März 1907 ein wesentlicher Abschnitt vollendet. Der Frachtgüterverkehr wurde von dem alten Bahnhof am Holstentor zu dem neuen auf den Rethteichswiesen überführt. Um dies zu gewährleisten, war die Fertigstellung des Rangierbahnhofs, der zeitgleich übergeben wurde, vonnöten.

### Der neue Güterbahnhof
Die Hauptanlage des Güterbahnhofs war der Güterschuppen. Dessen östliche zur Hansestraße hin gelegene Seite war für den Sammelgutverkehr zuständig. Im Verwaltungsgebäude waren die verschiedenen Kassen- sowie sonstige Diensträume untergebracht. An dieses schloss sich der etwa 400 m lange und 17 m breite Güterschuppen an, welcher zu beiden Seiten mit einer etwa 1,50 m breiten Ladebühne ausgestattet ist und an seinem südlichen Ende wieder in ein Abfertigungsgebäude ausmündete, in welchem einst die Räume der Zollverwaltung untergebracht waren. Die Erhöhungen auf dem Dach des Schuppens ließen vier Abteilungen erkennen. Die ersten beiden entfielen auf die Versand-, die letzten beiden auf die Empfangsabteilung. Vor dem Güterschuppen standen noch zwei Ladebühnen mit einem Gleis je Seite. Ihre Länge betrug 330 m. Sie dienten der schnelleren Abwicklung des Verkehrs, da sie eine gleichzeitige Be- und Entladung von bis zu drei Wagenreihen von und nach dem Güterschuppen ermöglichten.
Den Ladebühnen schlossen sich Ladestraßen oder Freiladegleise, an welche von einer neu angelegten, sich von der Meierstraße 600 m parallel zur Hansestraße hinziehenden, 15 m breiten Straße zugänglich war. Es gab sechs zwischen 120 und 130 m lange Freiladegleise. Zwischen je zwei Gleisen befand sich eine 9 Meter breite Fahrstraße.
Die Beleuchtung war elektrisch und wurde seinerzeit durch das städtische Elektrizitätswerk, das just zu diesem Zwecke in den Kasematten neben der Fackenburger Allee eine Unterstation erbaute, gesichert. Im Güterschuppen waren etwa 400 Glühlampen und auf dem Terrain des Bahnhofs 24 Bogenlampen installiert.
Um die 110 Wagen wurden täglich an die Laderampen gerollt. Gegen Abend wurden diese auf den Rangierberg an der Moislinger Allee, von wo sie einrangiert wurden, geschleppt.
Westlich der Schuppenanlagen lagen sechs Freiladestraßen mit je zwei Gleisen. Nicht fern von diesen war die so genannte Feuerrampe zum Be- und Entladen feuergefährlicher Güter.
Der etwa 250 Wagen fassende Produktbahnhof besaß 15 getrennt liegende, dem Warenladungsverkehr dienende Gleise. Auf ihm befand sich ein Laufkran, wohingegen sich an der Feuerrampe ein drehbarer Kran befand.
Eine Kopf- und Viehrampe führte vom Güterbahnhof zur Meierbrücke (eigentlich: Sankt-Lorenz-Brücke) hinauf. Auf der Rampe war eine Hürde mit selbsttätigen Trinkstellen hergerichtet. Dort war ein Einstellen von bis zu 96 Stück Großvieh möglich. Im Ersten Weltkrieg sollte die Viehhalle als Rekrutierungskaserne des Infanterie-Regiments „von Manstein“ (Schleswigsches) Nr. 84
zweckentfremdet werden.

### Der Rangierbahnhof
Die zum Güterverkehr gehörigen Anlagen für den Lokomotivverkehr, bestehend aus dem runden Lokomotivschuppen nebst drei Wasserkränen, zwei Kohleladebühnen, einem großen Gebäude mit Aufenthaltsräumen, Schmiede usw., ebenso der sich zwischen Elbe-Lübeck-Kanal und Buntekuher Fußweg hinziehende Rangierbahnhof samt zugehörigen Gebäuden und Einrichtungen wurden ebenfalls in Betrieb genommen. Auf ihm befanden sich rund 80 Weichen in vier Stellwerksbezirken. Sie standen durch Blockanlagen untereinander und mit dem Werk in der Moislinger Allee in ständigem Kontakt und waren von Beginn an mit allen erforderlichen Telefon- und Telegrafenanlagen ausgestattet. Seine Beleuchtung war ebenfalls elektrisch, wobei 40 Bogenlampen die Gleise erleuchteten.
Seine Verbindung nach dem alten Bahnhof sowie Schwartau erfolgte vorerst über Hafenverbindungsgleise.

### Die Wasserversorgung des Bahnhofs

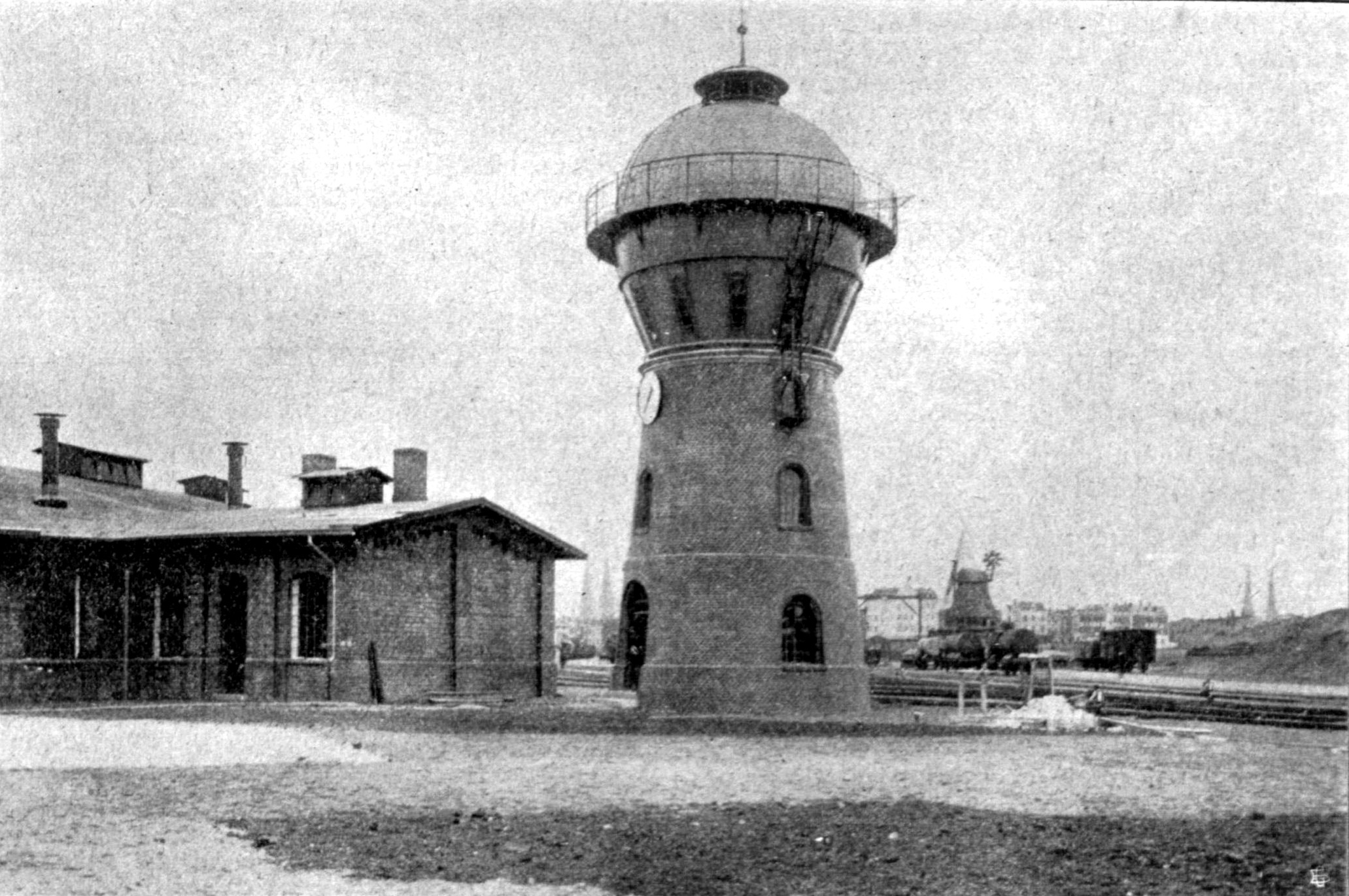
Der Wasserturm der Bahnhofswasserleitung

Die Wasserversorgung erfolgte über ein gesondertes, an das städtische Leitungsnetz angeschlossenes Leitungsnetz. Für dieses wurde ein gesonderter Wasserturm erbaut, der in der Nähe des runden Lokschuppens am Südende des Güterschuppens steht. Das einem abgestumpften Kegel gleichende Mauerwerk trägt ein mehrere hundert Hektoliter fassendes, von einer Kuppel überdachtes Bassin. Auf halber Höhe der Kuppel läuft um dieselbe eine Galerie, die einen Blick über das gesamte Bahnhofsgelände und seine Umgegend einschließlich der Stadt ermöglicht.
Beide Bauten, obwohl inzwischen außer Dienst gestellt, existieren noch heute.

## Bahnhofsvorplatz und Umfeld

Die neue Verbindungsstraße vom Lindenplatz zum Bahnhof (1905)

Die neue Straßenbrücke in der Fackenburger Allee

Erste Anbindung des ÖPNVs an den Bahnhof

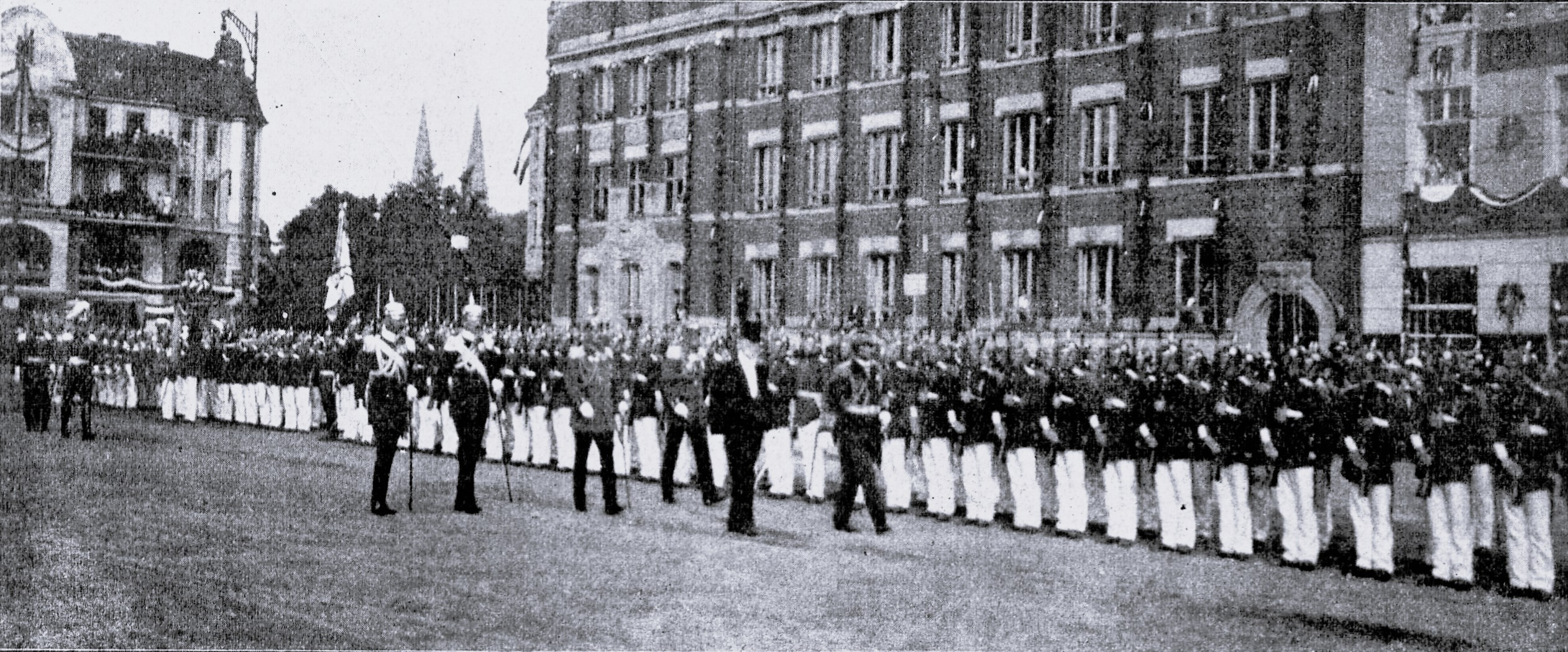
Kaiser Wilhelm II. beim Abschreiten der Lübeckischen Ehrenkompanie am 9. August 1913

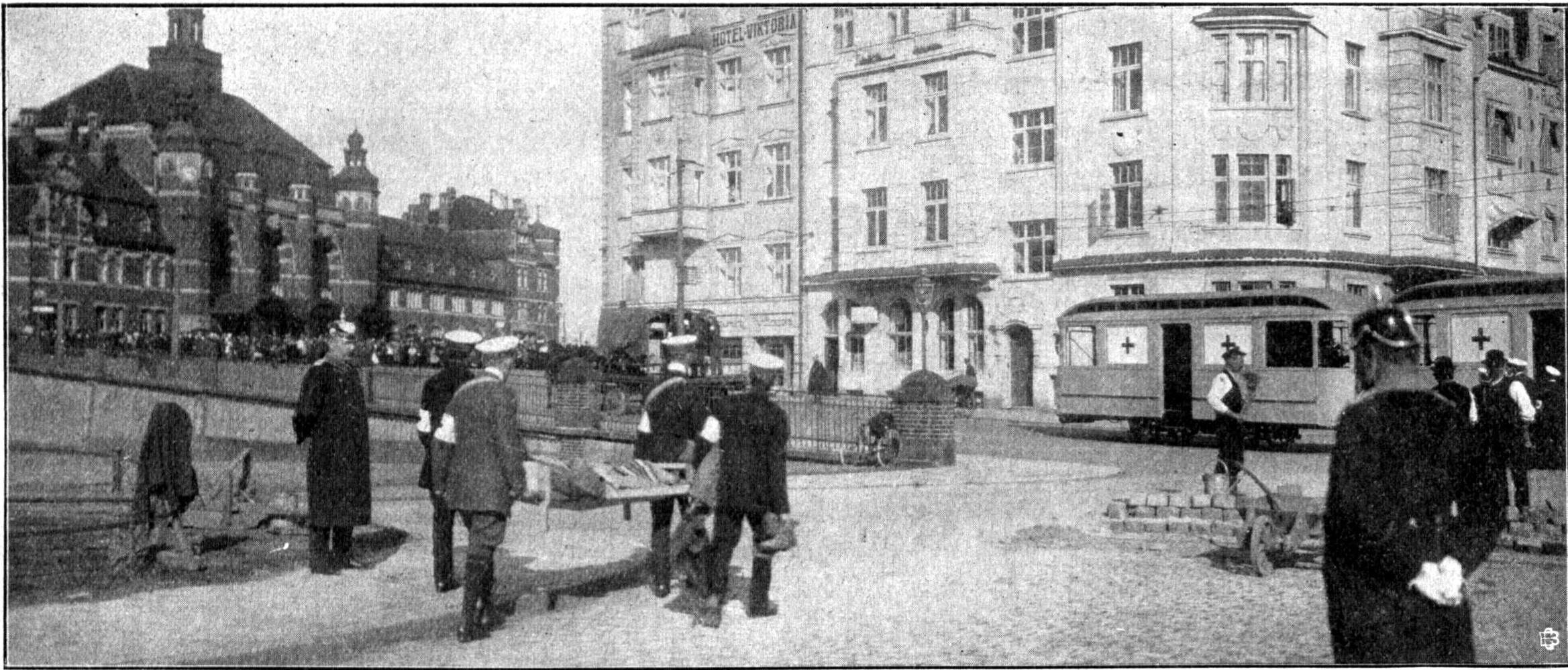
Ankunft Verwundeter am Hauptbahnhof

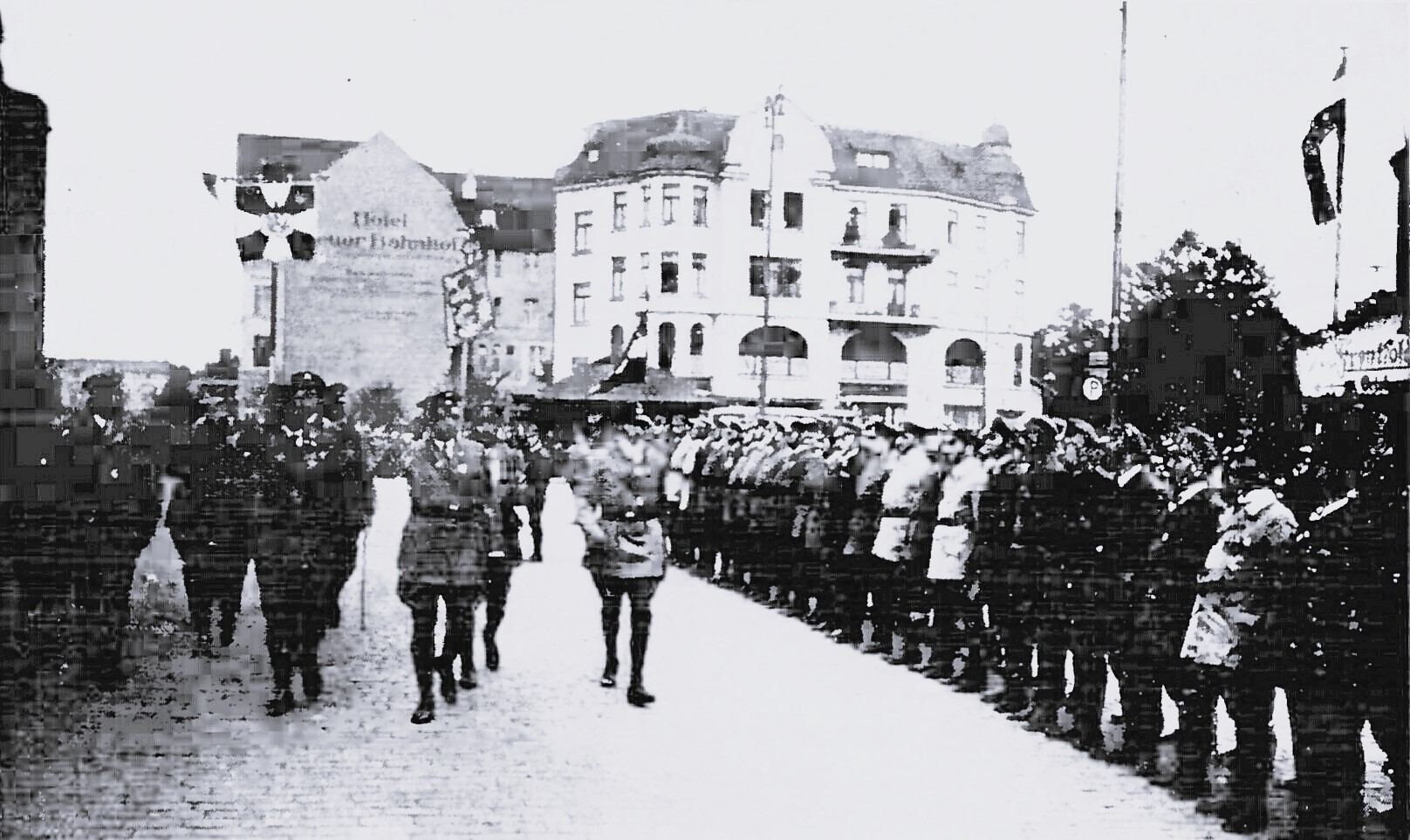
Franz Seldte nimmt am Stahlhelm- und Treubundtag 1927 die Front der Ehrenkompanie ab.

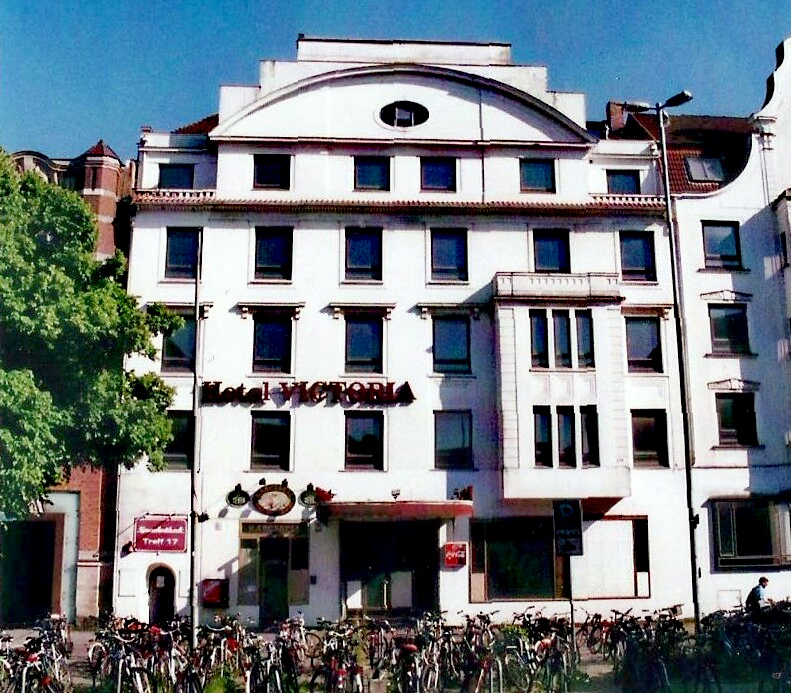
Einst auch „Hotel International“

Vor dem Empfangsgebäude des Personenbahnhofs war ein großer, von drei Seiten zugänglicher Platz zur Bewältigung des Wagen- und Straßenbahnverkehrs geschaffen worden. Umsäumt wurde dieser von dreistöckigen Häusern, Hotels, Restaurants und dem Verwaltungsgebäude der Lübeck-Büchener Eisenbahngesellschaft in geschlossener Weise. Die Platzgröße sei, wie man sich einst echauffierte, viel zu groß, wenn ein solcher Platz nicht gerade zum Parademarsch einiger Ehrenkompanien, wie beim Besuch von Kaiser Wilhelm im Jahr 1913, bestimmt sei. Anno 1908 war man der Ansicht, dass die Verkehrsrücksichten niemals eine solche Größe erfordern würden und die Raumwirkung des Platzes wäre, da er keinen Charakter hätte, keine glückliche. Nach Süden war er ohne jeglichen Abschluss. Es bestünde ein eigenartiges Missverhältnis zwischen dem Herrn, dem Empfangsgebäude und den im Abhängigkeit zu diesen stehenden „Reihenhausbauten“. Die Erdrückung des repräsentativen war kaum zu leugnen. Erst in den 1920er Jahren schloss der Handelshof die Lücke im Süden.
Hier irrte die Kritik. Ein Jahr nach der Bahnhofseröffnung verlegte die Straßenbahn, die bis dahin den Bahnhof nur mit einer Linie über die Fackenburger Allee tangierte, ihren Schwerpunkt nördlich des Bahnhofs. Von dort ging es bald über den Bahnhofsvorplatz. Der Verkehr entwickelte sich so stark, dass der Zentrale Bahnhof des Nahverkehrs ZOB heute platzbedingt nicht mehr vor dem Bahnhof, sondern auf dem Platz hinter dem ehemaligen Verwaltungsgebäude ist. Von hier fahren die Busse des Lübecker Stadtverkehrs und der Autokraft. Vom Bahnhof aus ist er am schnellsten durch den 2007 verbreiterten Gang durch das einstige Verwaltungsgebäude erreichbar.
Unter ästhetischen Gesichtspunkten war die Höhe der Gebäude, welche aus wirtschaftlichen Gründen erforderlich war, im Sinne des Empfangsgebäudes zu bedauern. Der Versuch, diese Momente in Einklang zu bringen, sei beim Verwaltungsgebäude noch geglückt, beim Hotel Viktoria mit seinen missglückten Giebeln und dem Haus Automat – nach dem Krieg stand hier die Post und heute die Lindenarcaden – jedoch eher misslungen.
Manche Einzelheiten des Hauses Automat waren gegenüber der vorhergehenden Mietshausarchitektur, obgleich dessen nicht auszurottender Eckturm missfiel, fortschrittlich. Johan Heinrich Mahn verglich es in seiner architektonischen Betrachtung aufgrund seiner Grundstücksform mit dem Flatiron Building Neuyorks und bezeichnete das schmale überhohe Gebäude, das er abschätzig als „Kasten“ bezeichnete, als abstoßend.
Die Brücke über die Fackenburger Allee hat eine aus praktischen Zwecken entwickelte Form. Sie ist aus Gründen der dekorativen Wirkung durch Kunstformen an den Geländern und Lichtmasten sowie besonderen Schmuck ergänzt worden.
Der Blick vom Lindenplatz wurde vorerst durch die Brandmauer des Verwaltungsgebäudes verdorben. Bedingt durch dessen dem Bahnhofsgebäude verwandte Formen ist seine Wirkung edel und vornehm. Die im stumpfen Winkel gebrochene Front ist durch Pilaster in einfachster, jedoch straffer, rhythmischer Weise gegliedert. Obwohl der Turm laut der Kritik zu entbehren gewesen wäre, sei es frei von Übertriebenheiten, materialgerecht und würdig. Die Dachlösung, die ähnlich dem Leibholzhaus in der Innenstadt war, fand hier im Gegensatz zur Holstenstraße in der Komposition der Gebäude allgemeines Wohlgefallen.
Die Zuwegung zum Bahnhof war von einem malerischen Reiz, der seinesgleichen suchte. Zwar beeindruckte das schwere, wuchtige Holstentor den Besucher am alten Bahnhof als ein Zeuge großer Vergangenheit (siehe analog den Dom zu Köln am damaligen Kopfbahnhof), jedoch wirkten der Eingang in die Holstenstraße mit dem abfällig als „Warenhauswand“ bezeichneten Leibholz-Haus und die Geschäftshäuser an der Untertrave eher beschämend als repräsentativ. Aus dem Grün des Lindenplatzes reckt sich schlank der Petrikirchturm. Geht man auf ihn zu, baut sich ein Teil der Altstadt auf. Nach dem Durchschreiten der alten Linden geht es über die neue Puppenbrücke, von deren Scheitel man auch das Holstentor und die Marienkirche erblickt. Die Steigerung der Bildschönheiten ist das Charakteristische des Weges.
Alle in Lübeck befindlichen höheren Offiziere wurden am Abend des 6. Novembers 1918 im „Hotel International“, Am Bahnhof Nr. 17, interniert.

## Als Drehort
Auf dem Hauptbahnhof fanden Dreharbeiten zu verschiedenen Spielfilmen statt:
- 1985: Target – Zielscheibe von Arthur Penn. Hier sind noch die o. g. Grenzkontrollanlagen des Bundesgrenzschutzes auf dem östlichsten Bahnsteig zu sehen.
- 2004: Erbsen auf halb 6 von Lars Büchel
- 2016: Die Deutsche Bahn drehte in den Bahnhofshallen ihren Werbespot[34]
- 2020: Katie Fforde – Emmas Geheimnis.[35]